# Heerlen
Heerlen (uitspraakⓘ; Limburgs: plaatselijk Heële) is een stad en gemeente in het zuidoosten van de Nederlandse provincie Limburg. Op 22 november 2024 had Heerlen 87.461 inwoners (CBS). Heerlen is daarmee de grootste gemeente in de Oostelijke Mijnstreek, en de vierde van Limburg, na Maastricht, Venlo en Sittard-Geleen.
De geschiedenis van Heerlen gaat ver terug. De Romeinen stichtten er een nederzetting met de naam Coriovallum en bouwden er een thermencomplex, dat geldt als het oudste gebouw in Nederland. Als 'Herle' bleef de plaats bewoond in de middeleeuwen. Indrukwekkende groei volgde pas weer aan het begin van de twintigste eeuw, door de winning van steenkool. De mijnbouw zorgde voor welvaart en bevolkingsgroei. Na het verdwijnen van de mijnen kampte Heerlen lange tijd met werkloosheid en economische tegenspoed. Deze werd deels opgevangen door de vestiging van een aantal grote bedrijven en overheidsinstanties.
Bestuurlijk wordt Heerlen gevormd door vier stadsdelen - Heerlen-Stad, Heerlerheide, Heerlerbaan en Hoensbroek - die weer in afzonderlijke wijken zijn verdeeld. Heerlen maakt deel uit van het bestuurlijke samenwerkingsverband Parkstad Limburg, waar in totaal rond de 240.000 mensen wonen. Sedert 2006 kende deze in oppervlakte kleine stadsregio de bijzondere status van plusregio. Deze status is in 2014 weer afgeschaft.

## Geschiedenis
Hoewel er sporen zijn van eerdere bewoning, begon de bewoningsgeschiedenis van Heerlen pas met de komst van de Romeinen. Deze stichtten er 2000 jaar geleden een militaire nederzetting, die zij de naam Coriovallum gaven. De Romeinen bouwden onder meer een badhuis en bedreven er pottenbakkerij.
De oudste schriftelijke vermelding van Heerlen of 'Herle' is in een akte van 1065. Heerlen ontwikkelde zich tijdens de middeleeuwen mondjesmaat als landbouwdorp, met molens en boerenhoeven. Centraal stond de 11e-/12e-eeuwse burcht Landsfort, waarbinnen zich ook de kerk bevond. Heerlen kreeg overigens geen stadsrechten en ontwikkelde zich dan ook niet verder tot een stad.
Tot diep in de 19e eeuw was Heerlen een tamelijk geïsoleerd dorp. Hoofdmiddel van bestaan was de landbouw, goede aan- en afvoerwegen ontbraken. Wilde men met de trein reizen, dan moest men eerst te voet naar Simpelveld (aan de spoorlijn Aken - Maastricht) of Sittard (de spoorlijn Maastricht - Venlo) om daar de trein te nemen. Men kon ook met de postwagen gaan naar Valkenburg, Sittard of Aken. Pas in 1896 kwam de spoorlijn Sittard - Herzogenrath tot stand, aangelegd door de spoorwegbouwer Henri Sarolea, die later met de gebroeders Carl en Friedrich Honigmann de directie zou voeren van de Oranje-Nassaumijnen.
Die spoorlijn was dringend gewenst in verband met de exploitatie van steenkool. In 1894 was al begonnen met de aanleg van de Oranje-Nassaumijn I, 1899–1974, die vijf jaar later in productie ging. Op Heerlens grondgebied kwamen nog drie mijnen: de Oranje-Nassau III (1917–1973) te Heerlerheide, Oranje-Nassau IV (1927–1966) te Heksenberg en Staatsmijn Emma (1911–1973) in Treebeek (destijds grondgebied van de gemeente Heerlen).

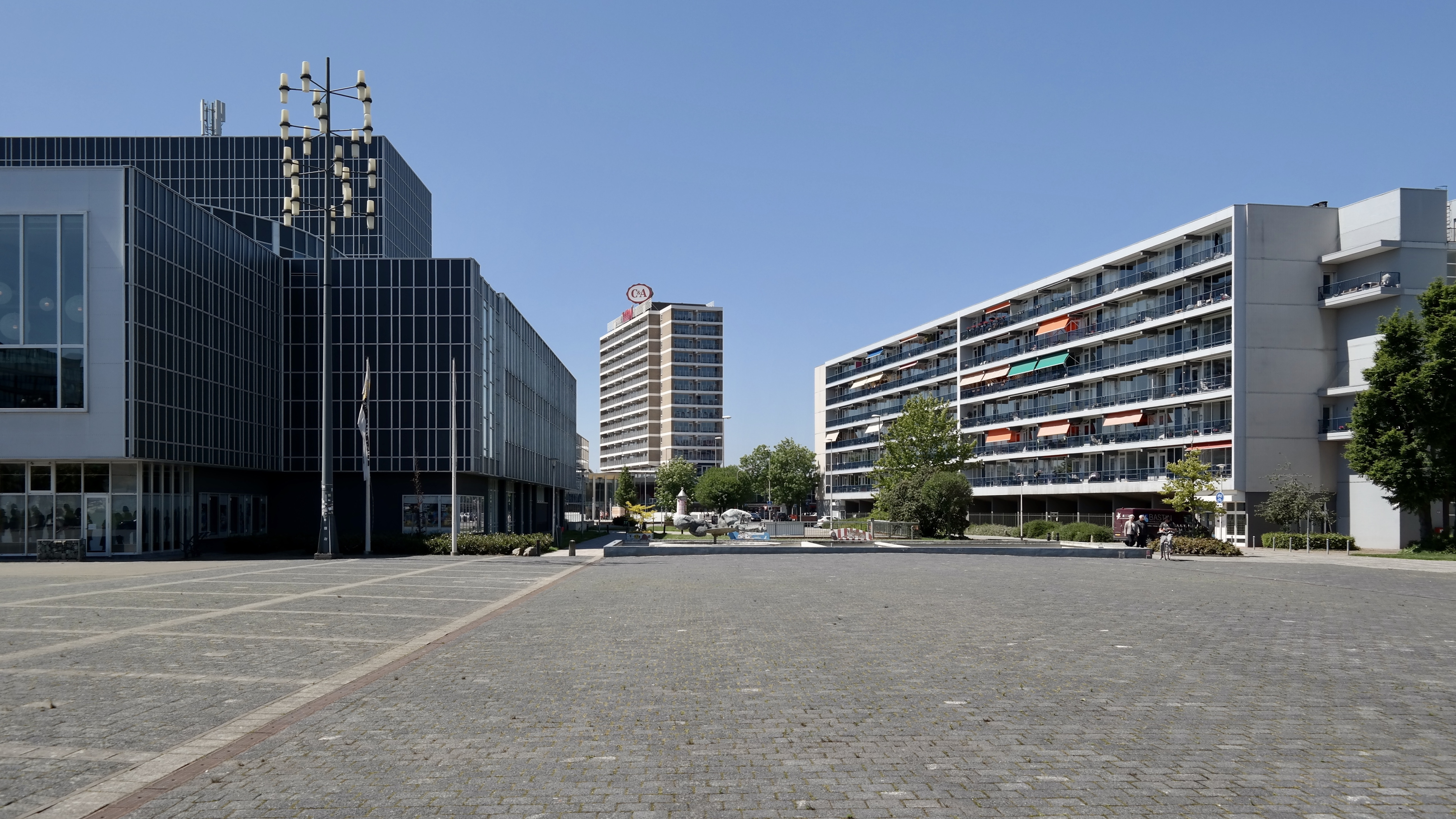
Met name de uitbreiding van de binnenstad richting het westen gaf Heerlen in de jaren 60 een moderner aanzicht

De bevolking nam in korte tijd explosief toe: van een dorpje met 6646 inwoners in 1900 tot een stad van 32.263 inwoners in 1930. Voor al deze mensen uit binnen- en buitenland moesten huizen, scholen, winkels en een ziekenhuis gebouwd worden, wegen worden aangelegd enzovoorts, en dat alles in zeer korte tijd. Het is daarom niet verwonderlijk dat nog maar weinig historische gebouwen bewaard zijn gebleven. In de grote verandering van dorp tot stad vond men ze niet meer passen in een modern stadsbeeld en dus werden ze gesloopt. Beeldbepalend voor Heerlen in de mijnbouwperiode waren de hoge schoorstenen bij een steenkolenmijn. Deze schoorstenen werden in de volksmond aangeduid als Lange Jan (1938-1976, 138m) en Lange Lies (1953-1976, 155m), en waren van zeer grote afstand al zichtbaar.
Er herinnert nog maar weinig aan dat steenkoolverleden van de stad. De steenbergen zijn afgegraven en veranderd in woonwijken of parken, de koeltorens en grote schoorstenen zijn verdwenen. Het schachtgebouw van de Oranje-Nassau I is nog het meest in het oog springende en directe overblijfsel. Ook de vele wijken die in de jaren voor de Tweede Wereldoorlog zijn aangelegd vormen nog steeds sprekende getuigen van die markante periode uit Heerlens geschiedenis. De enige overgebleven steenberg in originele staat (tevens van heel Nederland), van de Oranje-Nassau IV, ligt aan de rand van de Brunssummerheide, maar wordt bedreigd met afgraving, omdat er kostbaar zilverzand onder ligt.
Wel zijn nog hier en daar in Heerlen markante gebouwen bewaard gebleven die herinneren aan de tijd dat Heerlen en de Oostelijke Mijnstreek een groeigebied was. In 1935 kwam een zeer befaamd geworden gebouw gereed, het Glaspaleis van opdrachtgever en lokale winkelier Peter Schunck.
Na jaren van verval en restauratie is het Glaspaleis in 2004 weer in gebruik genomen, nu als cultureel centrum. Het gebouw staat midden in de stad, omgeven door de drie centrale pleinen: Bongerd (marktplein), Pancratiusplein en Emmaplein. Het is een nationaal monument en volgens een klassering der Union of International Architects een van de duizend belangrijkste 20e-eeuwse gebouwen ter wereld. Daarnaast hebben het gebouw en de restauratie vele onderscheidingen ontvangen. Een van de aspecten waarin het zijn tijd ver vooruit was is het energiegebruik. Al snel na de ingebruikname bleek dat de geïnstalleerde verwarming zelfs in de winter niet nodig was, omdat het als een broeikas werkt.

## Geografie

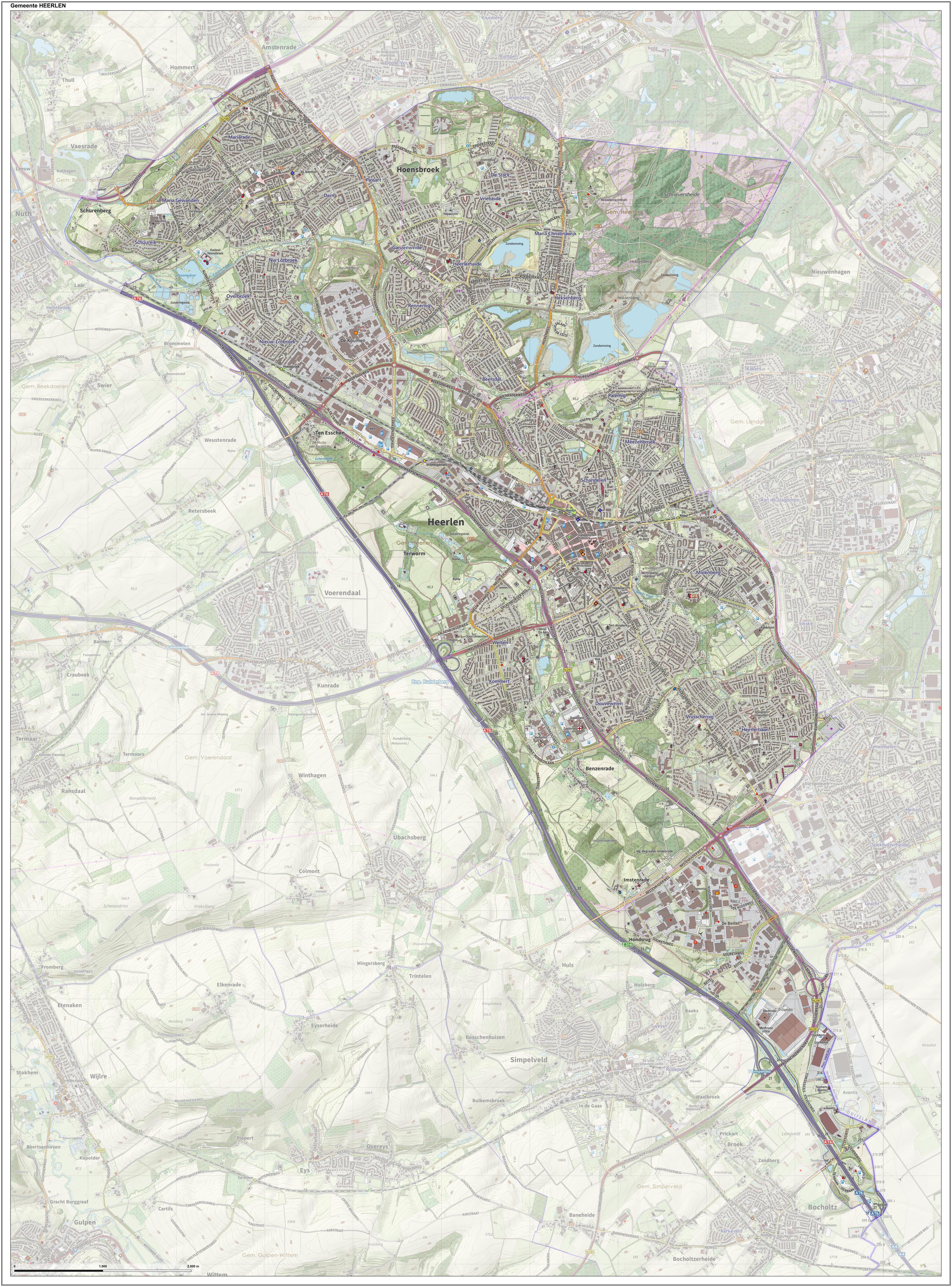
Topografisch kaartbeeld van de gemeente Heerlen, september 2022. Klik op de kaart voor een vergroting.

De plaats Heerlen ligt in het Bekken van Heerlen, waar de Geleenbeek samen met verschillende zijrivieren ontspringt.
Heerlen is een langgerekte gemeente, en onderdeel van de Oostelijke Mijnstreek. Er zijn aanzienlijke hoogteverschillen. Het centrum ligt op ongeveer 120 meter hoogte. Door toedoen van de steenkoolmijnen en de bijbehorende verspreide bebouwing ontstond een tamelijk volgebouwd gebied dat zich uitstrekt over aangrenzende (en geannexeerde) steden als Hoensbroek, en naburige gemeenten als Brunssum en Landgraaf. Nadat de mijnen werden gesloten zijn de meeste overblijfselen ervan, inclusief de terrils, verdwenen en werden op deze gebieden bedrijventerreinen ingericht dan wel woonwijken gebouwd. Ook infrastructuur, met name de vrijwel parallel lopende auto(snel)wegen A76 en N281, droegen bij aan versnippering van het landschap.
De openheid van het heuvelland is desondanks herkenbaar op diverse plaatsen: Het dal van de Geleenbeek in het zuidwesten, met Landgoed Ter Worm met onder meer het kasteel, en de omgeving van buurtschap Ten Esschen zijn daar voorbeelden van. Dwars door de stad en ten oosten van het centrum loopt de Caumerbeek, met nog steeds hellingbossen, waaronder het Aambos dat als het stadspark van Heerlen kan worden beschouwd. Her en der vindt men in het stadsgebied van Heerlen nog historische boerderijen.
Ook zuidelijk van de stadsbebouwing vindt men een open gebied, met de buurtschappen Benzenrade en Imstenrade, en het natuurgebied Imstenraderbos, een hellingbos. Ten zuiden daar weer van bevindt zich een door infrastructuur gedomineerd gebied, met bedrijventerrein "De Beitel" van 132 ha, het Knooppunt Bocholtz en een smalle strook langs de A76 tot aan de Duits-Nederlandse grens.
Ten oosten van de Maria-Christinawijk vindt men het natuurgebied Brunssummerheide met Schrieversheide en Heksenberg, onderdeel van het Heidenatuurpark. De belangrijkste parken zijn verder Heidserpark in het noorden van Heerlerheide, en Koumenberg, tussen Heerlerheide en Hoensbroek.

### Woonplaatsen
| Nederlandse naam | Limburgse naam | Inwoners 2021 |
| ---------------- | -------------- | ------------- |
| Heerlen          | Heële          | 68.030        |
| Hoensbroek       | Gebrook        | 18.860        |

### Wijkindeling
Door de mijnindustrie en de toenemende bevolking zijn in de 20e eeuw tussen de oorspronkelijke dorpskernen vele nieuwe wijken ontstaan. Dit heeft ertoe geleid dat alle plaatsen binnen en rondom de gemeente met elkaar verweven werden. Per 1 januari 1982 werd de gemeente Hoensbroek, waarvan de bebouwing voor een groot gedeelte aansluit op die van Heerlen, bij Heerlen gevoegd. Zij vormt sindsdien een onderdeel van het stadsdeel Heerlen-Noord, waarin al eerder het oorspronkelijke dorp Heerlerheide is opgegaan. Sinds 2002 hebben de plaatsen weer hun eigen plaatsnaamborden terug, zo ook Heerlerbaan.
De stad omvat vier stadsdelen te weten Heerlen-Centrum, Heerlerheide, Heerlerbaan en Hoensbroek. Verder zijn er een aantal wijken/dorpen die ook weer in een aantal buurten zijn onderverdeeld. Geografisch gezien is Heerlen onder te verdelen in drie delen:
Heerlen-Stad:
- Heerlen-Centrum
  - Eikenderveld
  - Gelein
  - Lindeveld
  - Op de Nobel
- Schandelen-Grasbroek
  - Grasbroek
  - Hoppersgraaf
  - Musschemig
  - Schandelen
- Meezenbroek-Schaesbergerveld
  - Meezenbroek
  - Schaesbergerveld
  - Palemig

Heerlen-Noord:
- Heerlerheide
  - Beersdal
  - Ganzeweide
  - Heksenberg
  - Litscherveld
  - Maria Christinawijk

vervolg Heerlen-Noord:
- vervolg Heerlerheide
  - Vrieheide-De Stack
    - Nieuw-Einde
    - De Stack
    - Versiliënbosch
    - Vrieheide
    - Weggebekker

  - Passart
  - Pronsebroek
  - Rennemig
  - Schelsberg
  - De Wieër
- Hoensbroek
  - De Dem
  - Maria-Gewanden-Terschuren
  - Mariarade
  - Nieuw-Lotbroek
  - Overbroek
  - Schuureik
- Zeswegen
  - Nieuw Husken

Heerlen-Zuid:
- Heerlerbaan
  - Bautsch
  - Douve Weien
  - Giezenveld
  - De Rukker
- De Hees
  - Aarveld
  - Bekkerveld
  - Caumerveld
  - De Erk
  - Heesberg
  - Heeserveld
  - Vrusschemig
- Molenberg
  - Schiffelerveld
- Welten-Benzenrade
  - Terworm
  - De Kommert
  - Ziekenhuis
  - Benzenrade

Naast deze wijken bevinden zich in de gemeente de volgende buurtschappen: Benzenrade, Bovenste Caumer, Ten Esschen, De Euren, Heihoven, Hondsrug, Imstenrade, Koningsbeemd, Musschenbroek, Onderste Caumer, Schurenberg, Terschuren, Terworm en Vrank.

## Demografie
De massale immigratie in de mijnwerkerstijd heeft ertoe geleid dat de gemeenschap van Heerlen ingrijpend veranderd is. Andere Limburgers merken dit vooral aan de taalsituatie: nergens anders in Nederlands Limburg neemt het plaatselijk dialect zo'n marginale plaats in, al is het Heerlens nog niet verdwenen. Het Nederlands dat er gesproken wordt is echter zeer zwaar door het Limburgs beïnvloed; zie het artikel Heerlens Nederlands.
De gemeente Heerlen heeft een laag geboortecijfer en een relatief hoog sterftecijfer. In 2021 werden 702 kinderen geboren, waarmee het bruto geboortecijfer uitkwam op 8,1 levendgeborenen per duizend inwoners. Het gemiddeld kindertal per vrouw was in datzelfde jaar 1,39 kinderen per vrouw, wat ongeveer 14% lager was dan het Nederlandse gemiddelde van 1,62 kinderen per vrouw. Het sterftecijfer kwam in 2021 uit op 14,6 sterftes per duizend inwoners, waarmee Heerlen de veertiende positie innam (van de 344 gemeenten) qua hoogte van het sterftecijfer. De gemeente Heerlen had net als de voorgaande jaren ook in 2021 een negatieve natuurlijke bevolkingsgroei van -0,65%.

#### Religie
Volgens een onderzoek van het Centraal Bureau voor de Statistiek rekende 74,5% van de bevolking van de gemeente Heerlen zich tot een kerkelijke gezindte of een levensbeschouwelijke groepering, terwijl de resterende 25,5% van de bevolking niet confessioneel was. Ongeveer 61,8% van de bevolking noemde zichzelf katholiek, een percentage dat in de loop der tijd langzaam maar geleidelijk is afgenomen. De grootste minderheidsreligie was de islam - ongeveer 4,8% van de bevolking was volgens dat onderzoek moslim. De leden van de Protestantse Kerk in Nederland (1,7%), Nederlandse Hervormde Kerk (1,3%) en de Gereformeerde Gemeenten (0,6%) vormden gezamenlijk 3,6% van de Heerlense bevolking, terwijl boeddhisten en joden 0,5% respectievelijk 0,2% van de bevolking vormden. Ongeveer 3,6% van de bevolking rekende zich tot een andere religieuze groep.

## Politiek en bestuur

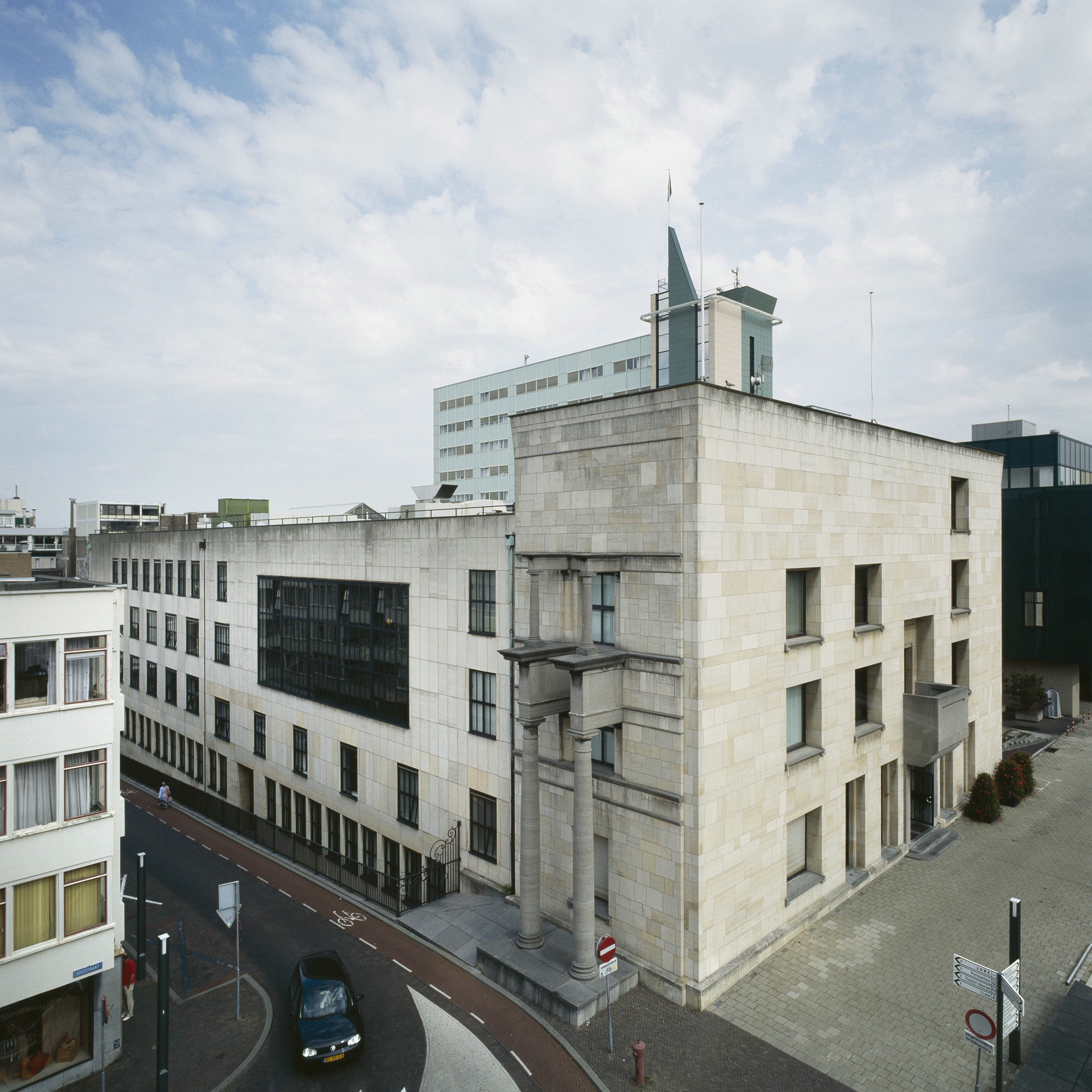
Het Raadhuis van Heerlen

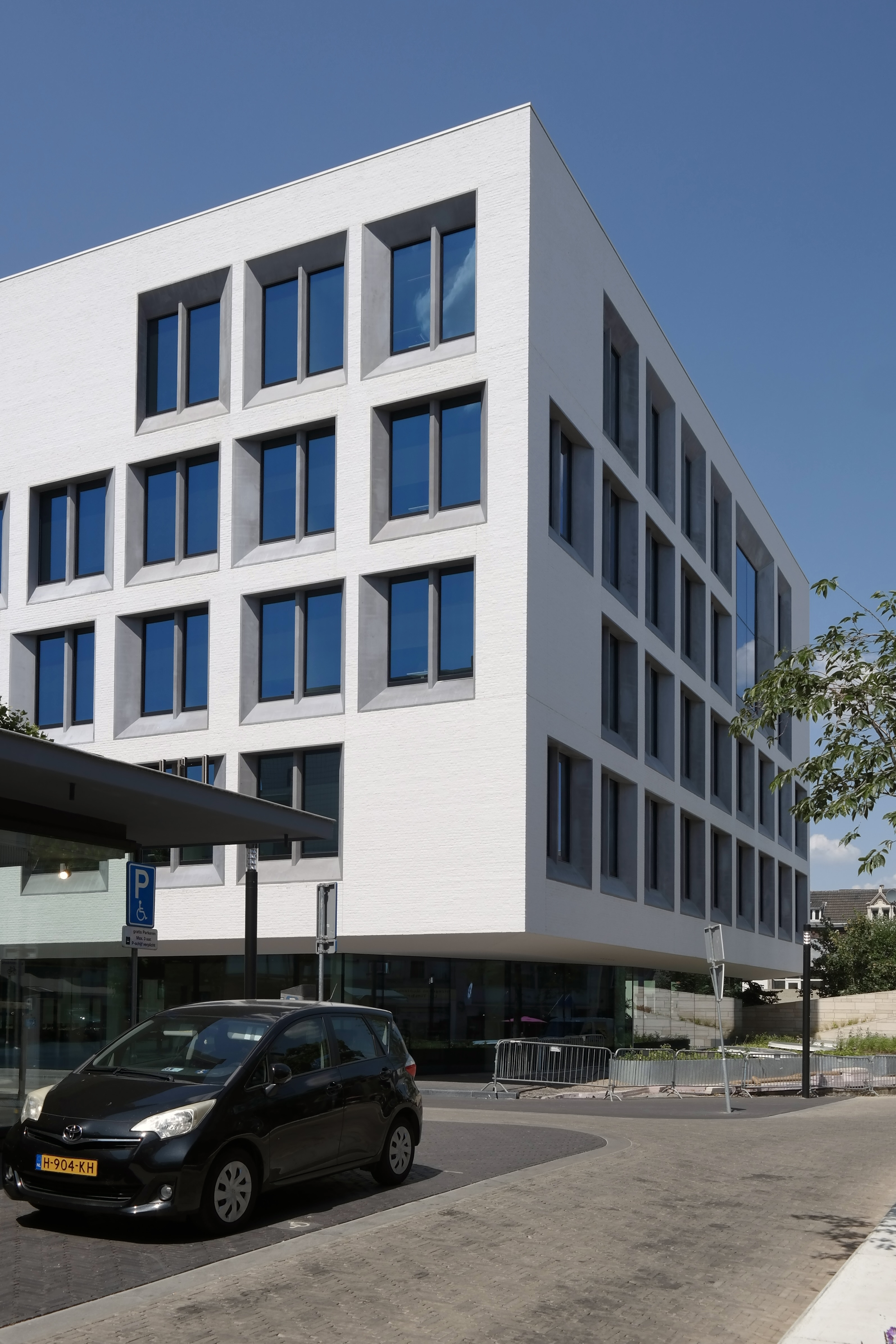
Het stadskantoor van Heerlen.

Sinds 1 januari 1982 wordt de huidige gemeente Heerlen gevormd door Heerlen en de voormalige gemeente Hoensbroek. Thans vormt Heerlen samen met Kerkrade, Landgraaf en Brunssum als sterk verstedelijkt gebied een stadsregio, waarin in totaal ongeveer 250.000 mensen wonen. De officiële naam van deze stadsregio is "Parkstad Limburg", met daarin ook de meer landelijke gemeenten Voerendaal, Simpelveld en Beekdaelen. Heerlen vervult in deze regio een centrumfunctie.
In oktober 2017 nam de Nederlandse ministerraad een voorlopig besluit - op grond van een herindelingsadvies van de provincie Limburg - tot fusie van de gemeenten Heerlen en Landgraaf per 1 januari 2019. Na een negatief advies van de Raad van State werd op 8 december 2017 besloten deze procedure te beëindigen.
Samen met de gemeenten Maastricht en Sittard-Geleen vormt Heerlen het samenwerkingsverband Tripool Zuid-Limburg. Deze samenwerking is bedoeld om de economische structuur in het gebied Zuid-Limburg te versterken. Er bestaat ook een grensoverschrijdend regionaal cultureel-economisch samenwerkingsverband, de Euregio Maas-Rijn, waarin de nabije Belgische, Nederlandse en Duitse regio's als vijf partners participeren. In 1991 heeft dit een juridische status gekregen. De Euregio manifesteert zich doordat in de betreffende gebieden vooral veel samenwerking bestaat tussen universiteiten, hogescholen en het bedrijfsleven.

### Gemeenteraad
De gemeenteraad van Heerlen bestaat uit 37 zetels. Hieronder de behaalde zetels per partij bij de gemeenteraadsverkiezingen sinds 1998:
| Gemeenteraadszetels       | Gemeenteraadszetels | Gemeenteraadszetels | Gemeenteraadszetels | Gemeenteraadszetels | Gemeenteraadszetels | Gemeenteraadszetels | Gemeenteraadszetels |
| Partij                    | 1998                | 2002                | 2006                | 2010                | 2014                | 2018                | 2022                |
| ------------------------- | ------------------- | ------------------- | ------------------- | ------------------- | ------------------- | ------------------- | ------------------- |
| Ouderen Partij Heerlen    | 2                   | 1                   | 2                   | 3                   | 6                   | 7                   | 8                   |
| SP                        | 8                   | 7                   | 11                  | 9                   | 11                  | 10                  | 8                   |
| CDA                       | 8                   | 8                   | 5                   | 6                   | 5                   | 4                   | 5                   |
| Jongerenpartij            |                     |                     |                     |                     |                     |                     | 3                   |
| Partij Hoensbroeks Belang |                     |                     |                     |                     | 2                   | 3                   | 2                   |
| VVD                       | 4                   | 3                   | 3                   | 3                   | 2                   | 2                   | 2                   |
| Partij voor de Vrijheid   |                     |                     |                     |                     |                     |                     | 2                   |
| D66                       | 2                   |                     |                     | 2                   | 2                   | 2                   | 2                   |
| Partij voor de Dieren     |                     |                     |                     |                     |                     | 2                   | 1                   |
| GroenLinks                | 2                   | 2                   | 1                   | 1                   | 1                   | 1                   | 1                   |
| Hart-Leers                |                     |                     |                     | 2                   | 3                   | 3                   | 1                   |
| PvdA                      | 5                   | 4                   | 8                   | 4                   | 2                   | 1                   | 1                   |
| Forum voor Democratie     |                     |                     |                     |                     |                     |                     | 1                   |
| Stadspartij Heerlen       | 6                   | 6                   | 4                   | 4                   | 2                   | 2                   |                     |
| RPN Heerlen               |                     |                     |                     | 1                   |                     |                     |                     |
| Trots op Nederland        |                     |                     |                     | 1                   |                     |                     |                     |
| Leefbaar Heerlen          |                     | 6                   | 3                   | 2                   |                     |                     |                     |
| Totaal                    | 37                  | 37                  | 37                  | 37                  | 37                  | 37                  | 37                  |

- Teun Zwemmer, raadsgriffier

### College van B&W
- Roel Wever (VVD), burgemeester. Portefeuilles: Veiligheid en openbare orde, (Inter-)nationale samenwerking, Strategie en lobby, Personeel en Organisatie, Krimp, Parkstad, Communicatie, Stadsmarketing
- Peter van Zutphen (SP), wethouder. Portefeuilles: Welzijn, WMO, Volksgezondheid, Armoedebestrijding, Centrumontwikkeling, Locoburgemeester, Buurtwethouder van Maria-Gewanden, Molenberg en Zeswegen-Nieuw Husken
- Frank Simons (OPH), wethouder. Portefeuilles: Middelen, Ruimtelijke Ordening, IBA, Herstructurering, Omgevingswet, Buurtwethouder van GMS, Heerlerbaan en Hoensbroek Centrum-De Dem
- Martin de Beer (VVD/D66), wethouder. Portefeuilles: Economie, Arbeidsmarkt, Participatie, Sport, Buurtwethouder van Aarveld- Bekkerveld, Nieuw-Lotbroek en Welten-Benzenrade
- Charles Claessens (CDA), wethouder. Portefeuilles: Beheer en Onderhoud, Mobiliteit, Duurzaamheid & Milieu, Afval, Buurtwethouder van Eikenderveld, Heerlerheide-Passart en MSP
- Jordy Clemens (SP), wethouder. Portefeuilles: Onderwijs, Jeugd, Cultuur, Erfgoed, Wonen (incl. wijkvoorzieningen), Buurtwethouder van Vrieheide-De Stack, Heerlen-Centrum en Beersdal-Rennemig
- Adriane Keulen (OPH), wethouder. Portefeuilles: Integraal Ouderenbeleid, Buurtgericht Werken, Publieke Dienstverlening, Informatiemanagement, Buurtwethouder van Caumerveld-Douve Weien, Heksenberg en Mariarade
- Lieve Schouterden, gemeentesecretaris ad interim

### Gemeentewapen
Sinds de samenvoeging met Hoensbroek in 1982 toont het wapen van de gemeente een samenstelling van I (links) de rode leeuw van het oude hertogdom Limburg in de versie van de heren van Valkenburg (1288–1381), met II (rechts) het gemeentewapen van Hoensbroek, zijnde de zwarte leeuw op een zilveren veld met rode horizontale balken van de familie Van Hoensbroeck, naar wie de voormalige gemeente en het huidig stadsdeel Hoensbroek is genoemd.

## Economie

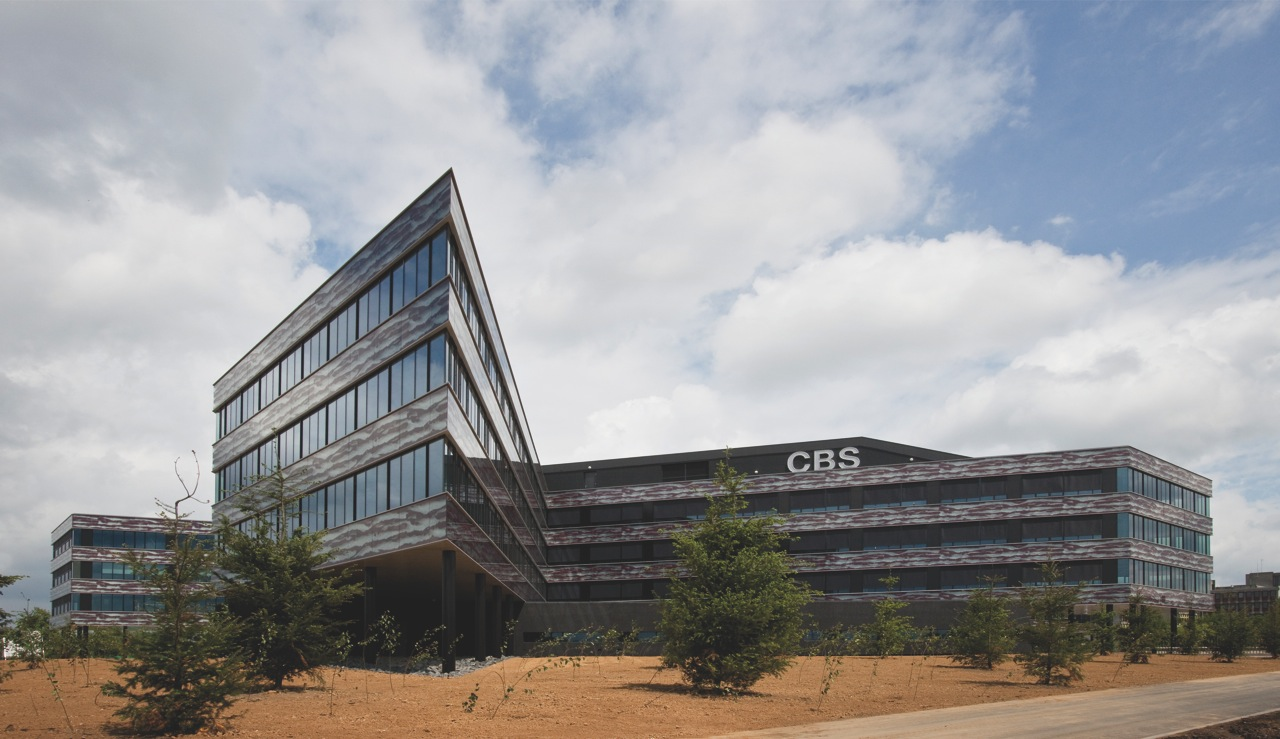
CBS-gebouw in Heerlen (2011)

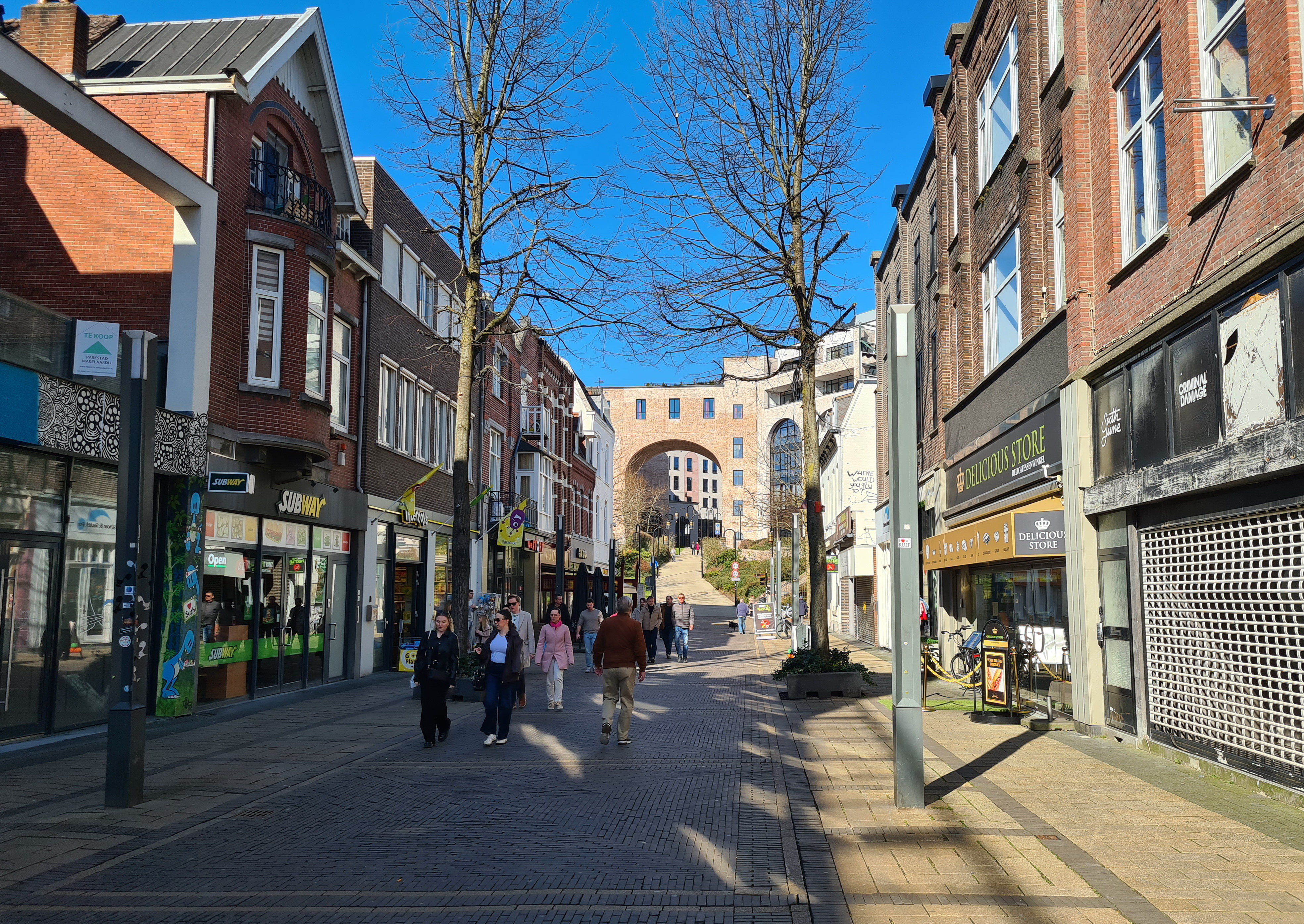
De Saroleastraat, een winkelstraat in het centrum van Heerlen (2025)

Min of meer als overblijfsel van de voormalige mijnindustrie was in Heerlen nog lang het hoofdkantoor van chemieconcern DSM gevestigd. Het concern kondigde in 2021 het vertrek naar Maastricht aan. In Heerlen bevinden zich (hoofd)kantoren van spelers in de financiële en economische dienstverlening, waaronder Stichting Pensioenfonds ABP, AZL, Belastingdienst Buitenland, het Centraal Bureau voor de Statistiek (CBS) en Obvion. Buiten de financiële en economische dienstverlening zijn bedrijven in andere dienstverlenende sectoren in Heerlen aanwezig. Zo is het moederbedrijf van HAGO, Vebego op een steenworp afstand, in Voerendaal, gevestigd.

### Winkelen
Tussen het Schouwburgplein, Raadhuisplein en het Maankwartier bevinden zich de winkelstraten van Heerlen. Daarnaast zijn er twee winkelcentra in het centrum te weten Corio Center Heerlen aan de Saroleastraat en Shoppingcenter 't Loon achter het Schouwburgplein.
Aan de rand van Heerlen ligt Woonboulevard Heerlen.

### Bedrijventerreinen
De gemeente Heerlen telt tal van bedrijventerreinen, namelijk:
- Avantis, internationaal bedrijventerrein in het Duits-Nederlandse grensgebied, gericht op technologie en logistiek.
- De Beitel, 132 ha in het zuiden van de gemeente, tussen Simpelveld en Spekholzerheide
- Trilandis, ten noorden van Knooppunt Bocholtz, met logistieke en medisch technologische bedrijven'
- Coriopolis, nabij het centrum in de wijk Terworm, nabij de Hogeschool. Vooral technologiebedrijven.
- Trompenburgstraat en Autoboulevard, nabij de wijk Vrank, met garagebedrijven, grootschalige detailhandels- en groothandelsactiviteiten.
- De Koumen, tussen Heerlerheide en Hoensbroek, tussen de wijken Rennemig en Nieuw-Lotbroek, 48 ha groot met meer dan 100 bedrijven en 1.500 werknemers.
- Emma, gelegen op terreinen van de voormalige Staatsmijn Emma, ten noorden van de wijk Passart van Heerlerheide.

## Verkeer en vervoer

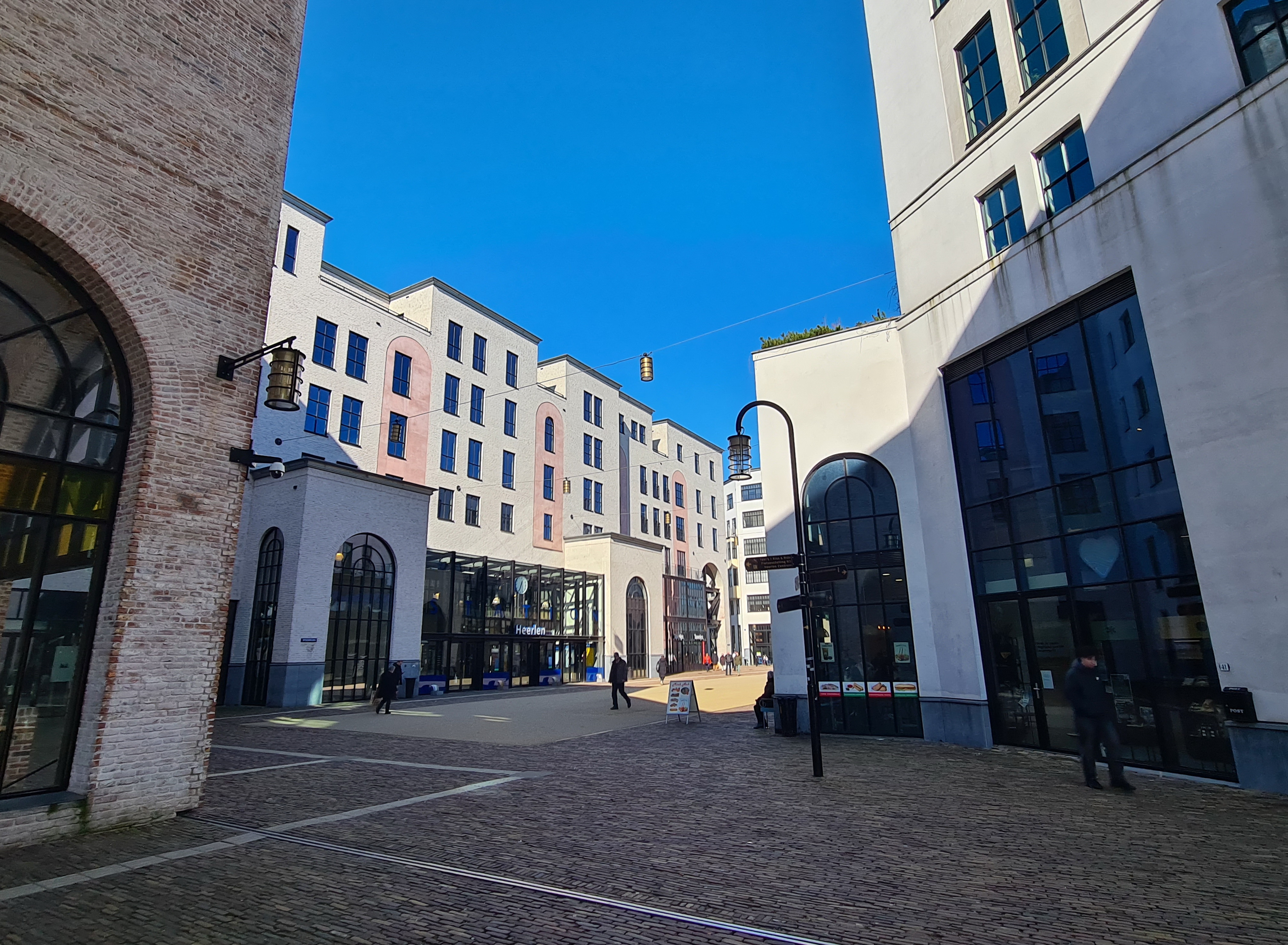
Het Spoorplein in het Maankwartier met in het midden de stationsentree

Heerlen ligt aan de autosnelwegen A76 (sinds 1960) en A79 (sinds 1970).
Sinds 1896 ligt Heerlen aan de spoorlijn Sittard - Herzogenrath met station Heerlen. Vanaf 1914 is dit station via de spoorlijn Heerlen - Schin op Geul ook verbonden met Maastricht. Sinds 1934 is er ook een verbinding met Kerkrade via de spoorlijn Schaesberg - Simpelveld.
Heerlen telt drie treinstations: station Heerlen (geopend in 1896), station Heerlen Woonboulevard (geopend in 2010) en station Hoensbroek (geopend in 1896). Ze worden alle drie bediend door treinen van Arriva, station Heerlen wordt daarnaast ook bediend door treinen van NS. De exploitatie van het stads- en streekvervoer ligt ook in handen van Arriva waarbij het busstation gelegen naast het Maankwartier en het treinstation als hub fungeert.
Tussen 1923 en 1950 reden er elektrische trams van de Limburgsche Tramweg-Maatschappij van Heerlen naar Sittard, Brunssum en Kerkrade.

## Cultuur

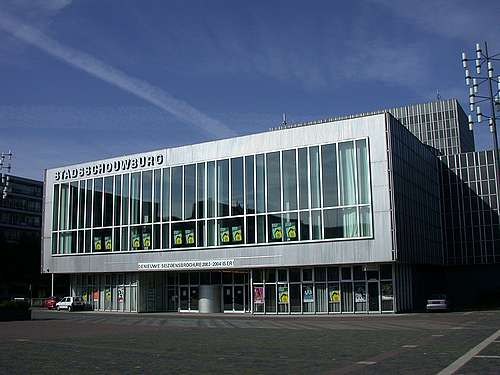
Theater Heerlen in 2005

Theater Heerlen, de voormalige stadsschouwburg, is het grootste theater van de stad. Het beschikt over drie zalen, waarvan de RABOzaal de grootste theaterzaal van Limburg is. Het theater werkt onder andere samen met de Stichting Cultura Nova, die jaarlijks het tiendaagse grensoverschrijdende zomerfestival Cultura Nova organiseert. Een ander cultureel centrum is het Cultuurhuis Heerlen (voormalig patronaat).
Quatro Cinema is de grootste bioscoop van de stad. Filmhuis De Spiegel richt zich meer op arthousefilms. Het filmhuis wordt ook gebruikt voor onder andere lunchconcerten en zondagochtendconcerten door leden van het LSO. Architectuurcentrum Vitruvianum in het Glaspaleis organiseert exposities, evenementen, rondleidingen en lezingen. Het Dutch Mountain Film Festival is een jaarlijks internationaal bergfilmfestival

### Muziek
Heerlen telt een groot aantal terugkerende muziekevenementen. Jazz on the Roof organiseert elke tweede dinsdag van de maand live jazz op het dak van het Glaspaleis. Elke derde zondag van de maand vinden koffieconcerten plaats in Filmhuis De Spiegel, Glaspaleis, door leden van het LSO. De lunchpauzeconcerten worden elke eerste donderdag van de maand gehouden in Filmhuis De Spiegel.
Het jaarlijkse Cultura Nova is tiendaagse grensoverschrijdend cultureel zomerfestival. Het International Breakdance Event (ook IBE, the Notorious IBE genoemd) is een groot breakdance-evenement. Het gratis Booch? vindt eveneens jaarlijks plaats, met twee podia (vanaf 2011 beide op het Pancratiusplein). Het Charles Hennen Concours is een internationaal kamermuziekconcours met nevenactiviteiten en concerten en het Orlando Festival behelst een zomers kamermuziekfestival met concerten in Theater Heerlen, Theater Kerkrade en abdij Rolduc in Kerkrade. Groot is ook het openluchtfestival ParkCity Live, met 5 pop- en culturele podia en vele grote (voornamelijk) nationale artiesten op Park Bekkerveld in het hart van Heerlen.
| Muziekfestivals in Heerlen | Muziekfestivals in Heerlen | Muziekfestivals in Heerlen | Muziekfestivals in Heerlen |
| Festival                   | Edities                    | Periode                    | Bijzonderheden             |
| -------------------------- | -------------------------- | -------------------------- | -------------------------- |
| Southern Bluesnight        | 1997 - heden               | maart                      |                            |
| Booch?                     | 1998 - 2015, 2023 - heden  | augustus                   | gratis                     |
| Popronde Heerlen           | 2007 - 2010, 2015 - heden  | oktober                    |                            |
| ParkCity Live              | 2011 - heden               | juli                       |                            |
| JazzOUT!                   | 2013 - heden               | april                      |                            |
| Oude Bekenden              | 2014 - heden               | juni                       |                            |
| Daddy Cool Festival        | 2019 - 2022                | september                  | gratis                     |
| Brass Fest Forever         | 2021 - heden               | september                  |                            |
| Knaltibal                  | 2022 - heden               | juli                       |                            |

In 2015 was Heerlen gaststad van het landelijke radio- en televisie-evenement 3FM Serious Request.

### Stadsreus
Heerlen kent ook een traditie van een stadsreus die zich (ook) buiten de carnavalsperiode tijdens bijzondere gelegenheden laat zien. Het initiatief hiertoe werd in 1996 genomen en sindsdien heeft Heerlen één stadsreus: reus Lucius.

### Musea

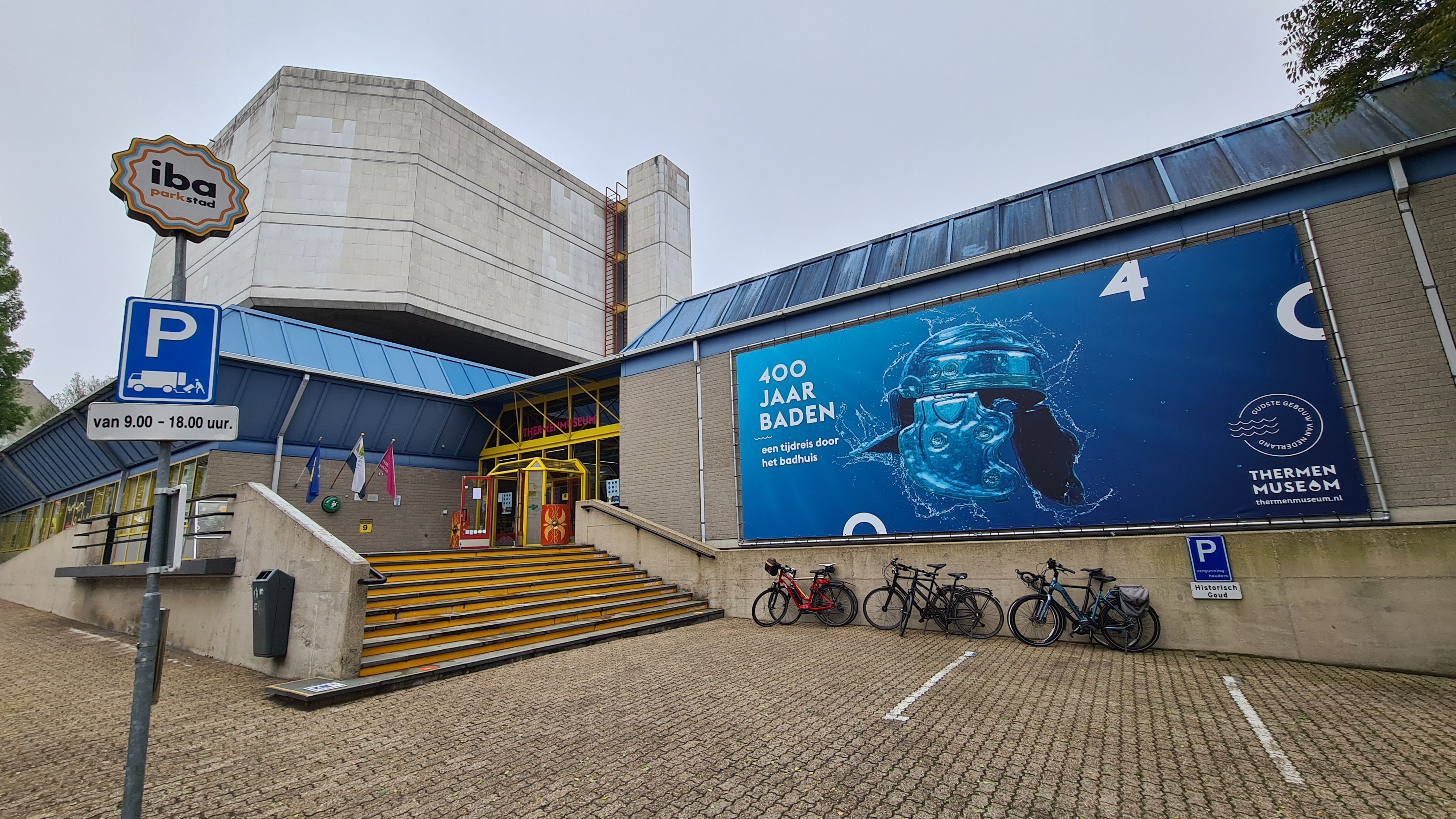
Het Thermenmuseum in 2021

- SCHUNCK* in het Glaspaleis - het gemeentelijk museum voor moderne en hedendaagse kunst;
- Het Thermenmuseum - uitgegraven overblijfselen van de oude Romeinse thermen en tentoonstellingen;
- Het Nederlands Mijnmuseum - over de Limburgse kolenmijnen;
- Megapool Hall of Fame - Nederlands eerste en enige graffitimuseum

### Sport
In de periode 1970 tot en met 1998 was Heerlen het decor voor de start van de wielerklassieker Amstel Gold Race. In 1967 vond in Heerlen het WK wielrennen plaats. Jan Janssen haalde er een zilveren medaille. Nu vindt nog jaarlijks een wielercriterium plaats, genaamd de RaboRonde Heerlen. Deze wedstrijd wordt telkens op de eerste vrijdag na de Ronde van Frankrijk verreden in de binnenstad van Heerlen. Het criterium wordt sinds 1990 georganiseerd en trekt vele tienduizenden bezoekers.
Heerlen kent meerdere amateurvoetbalclubs.
| Club                    | Competitie 2019/20              |
| ----------------------- | ------------------------------- |
| RKSV Groene Ster        | Landelijk, Derde Divisie Zondag |
| EHC                     | Landelijk, Zondag Hoofdklasse B |
| FC Hoensbroek           | Zuid 2, Zondag 3e klasse D      |
| RKSV Bekkerveld         | Zuid 2, Zondag 1e klasse D      |
| RKVV Heksenberg/Nec '92 | Zuid 2, Zondag 3e klasse B      |
| RKVV Weltania           | Zuid 2, Zondag 3e klasse A      |
| Sporting Heerlen        | Zuid 2, Zondag 2e klasse A      |
| Passart-VKC             | Zuid 2, Zondag 4e klasse B      |
| RKHBS                   | Zuid 2, Zondag 4e klasse B      |
| KCC '13                 | Zuid 2, Zondag 5e klasse B      |
| SV Eikenderveld         | Zuid 2, Zondag 4e klasse B      |

Heerlen heeft voorts een eigen tafeltennisclub: TTV Lybrae Consultants.

### Recreatie
In het noordoostelijk deel van de gemeente ligt op de grens met twee buurgemeenten de Brunssummerheide, met in het zuidwesten van dat gebied in de gemeente Heerlen de Heksenberg. In stadsdeel Hoensbroek ligt het voormalige zwemparadijs Otterveurdt. Dit zwembad draagt tijdelijk de naam Zwembad Hoensbroek.

## Bezienswaardigheden
Voor Hoensbroek, zie de plaatsbeschrijving daar.

### Kerken
Heerlen-Stad

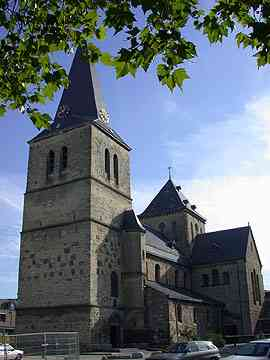
Sint-Pancratiuskerk

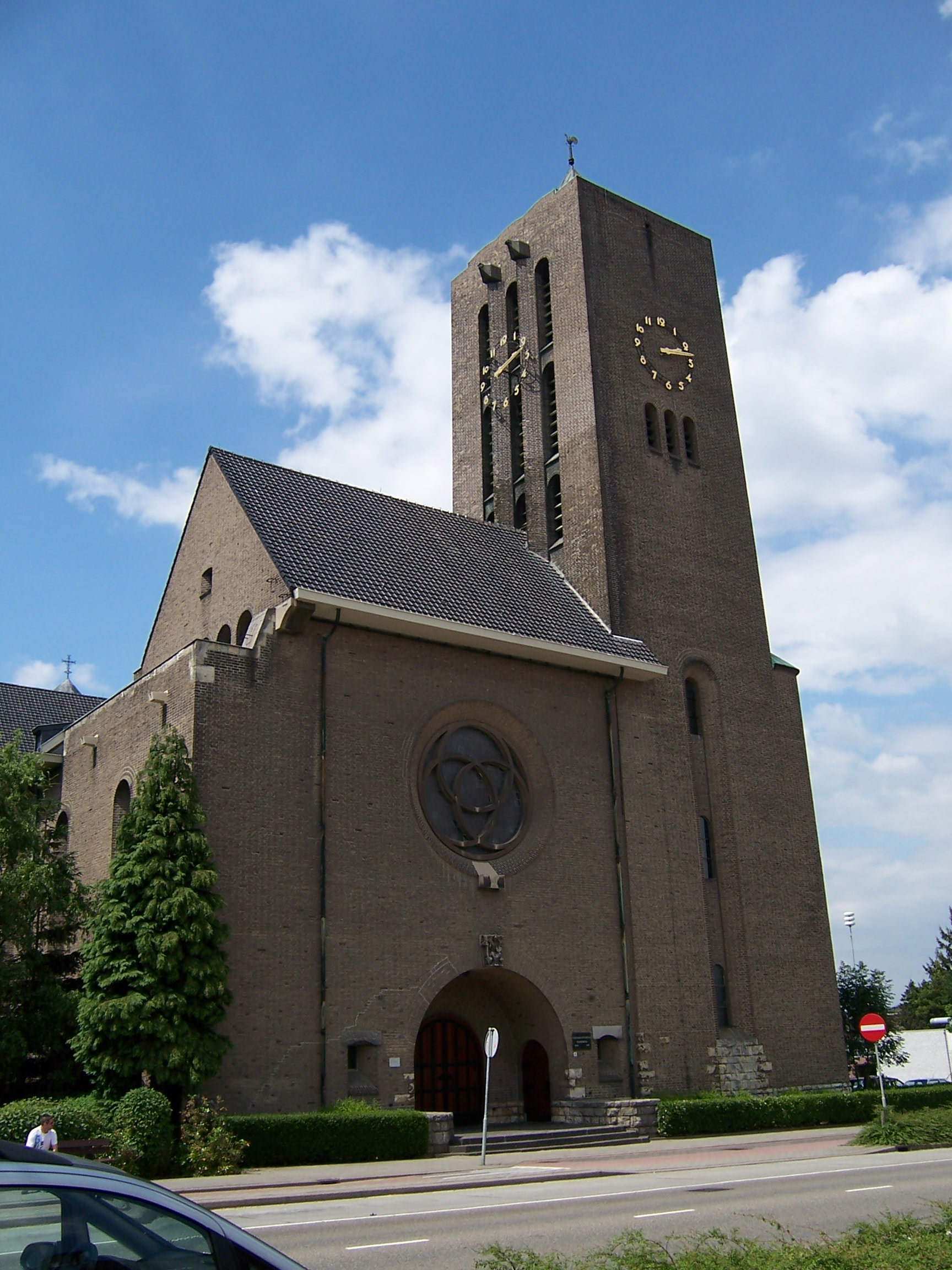
Sint-Gerardus Majellakerk Heksenberg

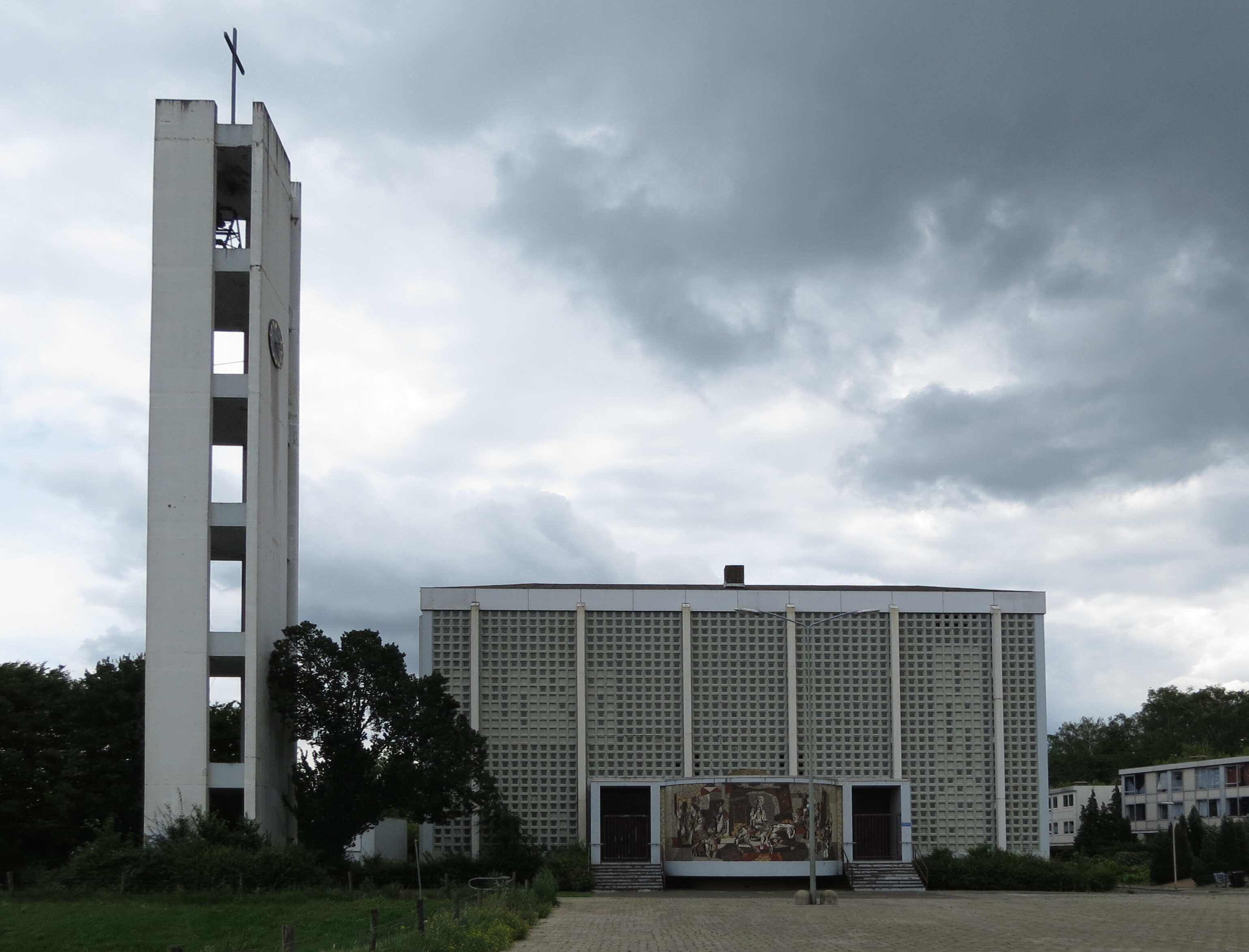
Christus Koningkerk, Vrieheide

- Sint-Pancratiuskerk, in de wijk Centrum
- Theresiakapel, in de wijk Centrum
- Voormalige Hervormde kerk, in de wijk Centrum
- Sint-Antonius van Paduakek, in wijk Vrank
- Evangelisch-Lutherse kerk, in wijk Schandelen
- Nieuw-Apostolische kerk, in de wijk Schandelen
- Heilig Hartkerk, in de wijk Schandelen
- Voormalige Doopsgezinde kerk, in de wijk Op de Nobel
- Protestantse kerk, in de wijk Op de Nobel
- Voormalige Gereformeerde kerk, in de wijk Douve Weien
- Voormalige Talmakerk, in de wijk Bekkerveld
- Sint-Franciscus van Assisiëkerk, in wijk Eikenderveld
- Voormalige Heilige Drievuldigheidskerk, in de wijk Schaesbergerveld
- Voormalige Martelaren-van-Gorcumkerk, in de wijk Musschemig
- Sint-Annakerk, in de wijk Bekkerveld
- Sint-Martinuskerk, in de wijk Welten
- Heilige Geestkerk, in de wijk Meezenbroek
- Sint-Barbarakapel, in de wijk Palemig
- Pius X-kerk, in de wijk Molenberg
- Verschijning van de Onbevlekte Maagd en Pius X-kerk, in de wijk Molenberg

Heerlerheide
- Sint-Gerardus Majellakerk, in de wijk Heksenberg
- Sint-Corneliuskerk, in het stadsdeel Heerlerheide
- Sionskerk, in het stadsdeel Heerlerheide
- Sint-Josephkerk, in de wijk Passart
- Sint-Cornelius en Sint-Pauluskerk, in de wijk Passart
- Christus Koningkerk (thans Historisch Centrum Limburg), in de wijk Nieuw-Einde

Heerlerbaan
- Sint-Josephkerk, in het stadsdeel Heerlerbaan
- Sint-Andreaskerk, in het stadsdeel Heerlerbaan

### Kapellen
- Grafkapel De Loë uit 1848, op begraafplaats Akerstraat
- Kapel Benzenrade, betreedbare wegkapel gewijd aan het Heilig Hart, tegenover Benzenrade 24, in Benzenrade
- Kruiskapel, naast Bremerweg 7, wegkapel, van 1987, in buurtschap De Euren bij Benzenrade
- Vredeskapel, nabij Akerstraat 37a, in het Centrum
- Vredeskapel, aan de Bautscherweg in Heerlerbaan
- Sint-Elisabethkapel, aan Zandweg 180, in Heerlerbaan
- Mariakapel, veldkapel bij hoek Litscherboord/ir. Blankevoortstraat, van 1995. In de buurt Rennemig
- Mariakapel, veldkapel naast Esschenweg 14, van 1948. In de buurtschap Ten Esschen
- Muurkapel of cenotaaf uit 1767, Ten Esschen 2, in de buurtschap Ten Esschen
- Mariakapel, niet-overdekte Mariakapel uit 1954, aan de Mergelsweg in de wijk Welten

### Kloosters

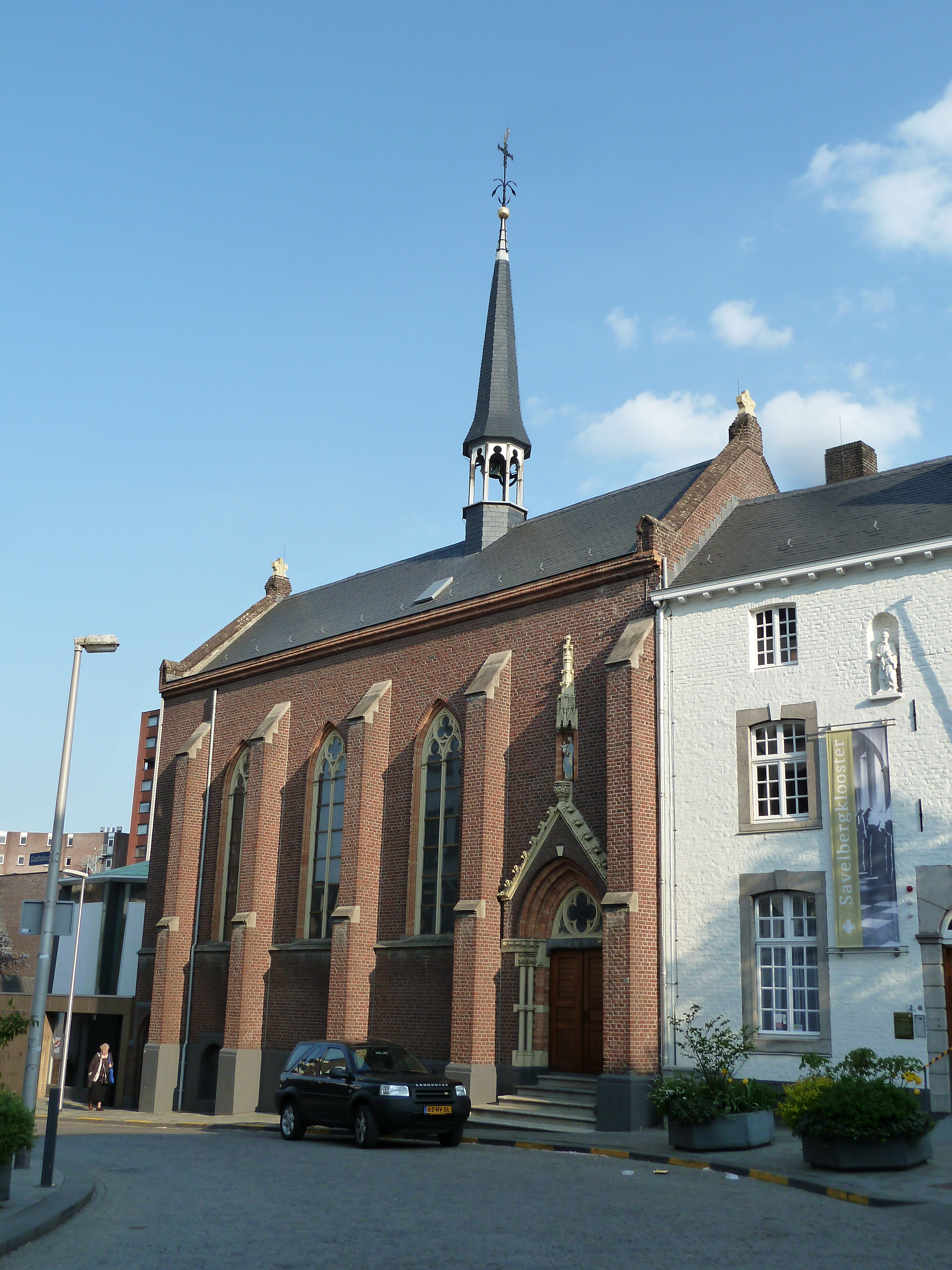
Savelbergklooster

- Broeders van de Heilige Joseph, tegenover Gasthuisstraat 35
- Klooster van de Kleine Zusters van de Heilige Joseph of Huize De Berg, Gasthuisstraat 35
- Bernardinuskapel, kapel van het Bernardinuscollege, feitelijk een kerk, voorheen geleid door Franciscanen, Akerstraat 97
- Franciscanessenklooster, de Grasbroekerweg 166
- Voormalig Karmelietessenklooster, Putgraaf 3, zie Theresiakapel
- Hofke van Sint-Antonius, overblijfsel van franciscaner kerk (Martelaren van Gorcumkerk) en klooster, Sittarderweg bij 143 in de wijk Musschemig
- Savelbergklooster, Gasthuisstraat 2A en 4
- Klooster van de Medische Missiezusters te Imstenrade, op het terrein van Villa Imstenrade, Imstenrade 5 en 6
- Broederhuis Molenberg, Kerkraderweg 9 in de wijk Molenberg
- Monseigneur Laurentius Schrijnenhuis, retraitehuis in de wijk Molenberg, aan Oliemolenstraat 60

### Synagoge
Voormalige synagoge, aan Stationstraat 24a. Zie Joodse begraafplaatsen (Heerlen)

### Watermolens

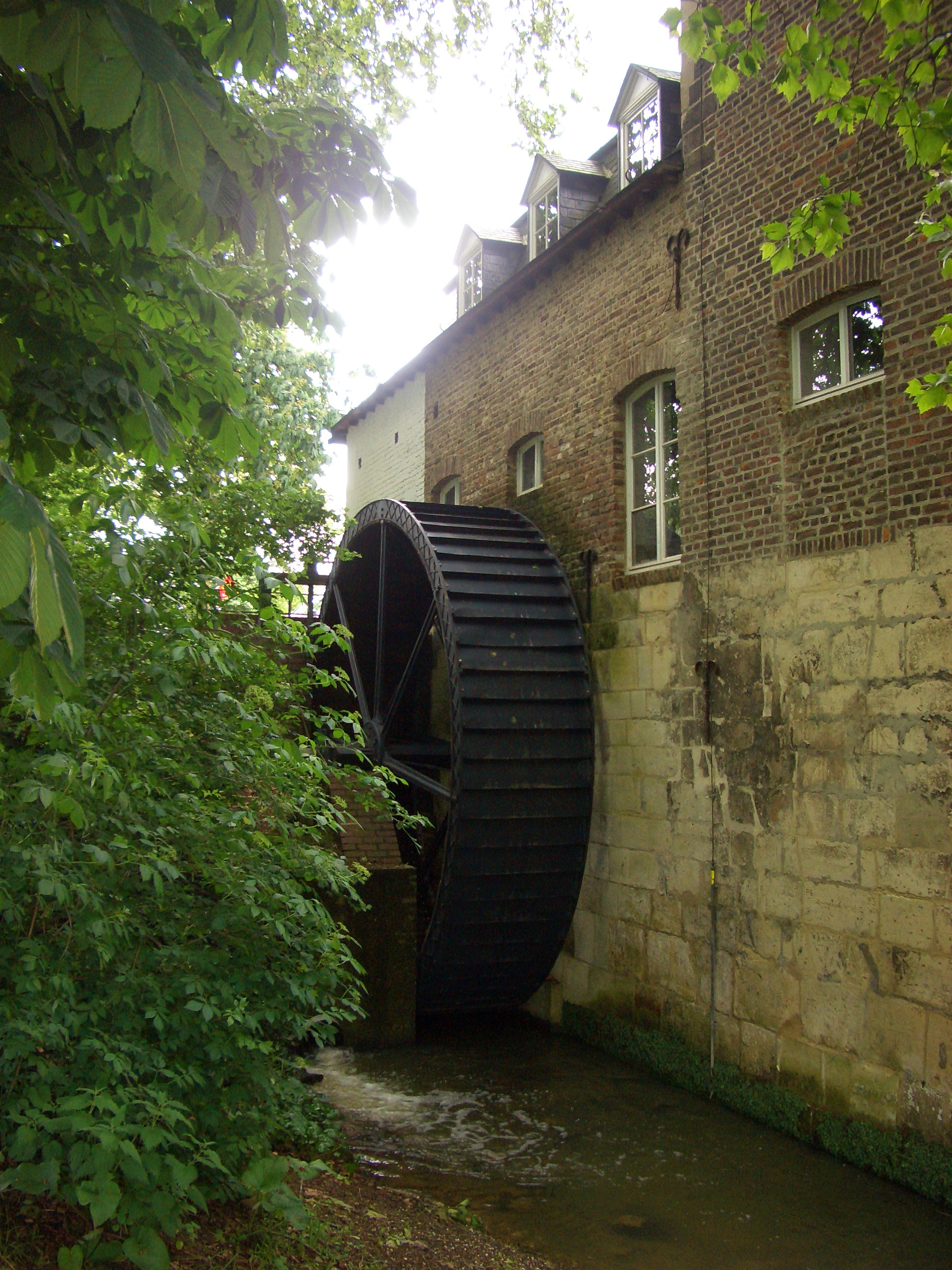
Weltermolen

Op de Caumerbeek, met de stroom mee:
- Caumeroliemolen
- Caumermolen
- Oliemolen
- Schandelermolen
- De Köpkesmolen
- De Broekmolen (in Hoensbroek)

Op de Geleenbeek, met de stroom mee:
- Weltermolen
- Eikendermolen
- Oliemolen van Weustenrade, bij Weustenrade, in de gemeente Voerendaal

### Kastelen, vestingwerken
- Schelmentoren, in het centrum

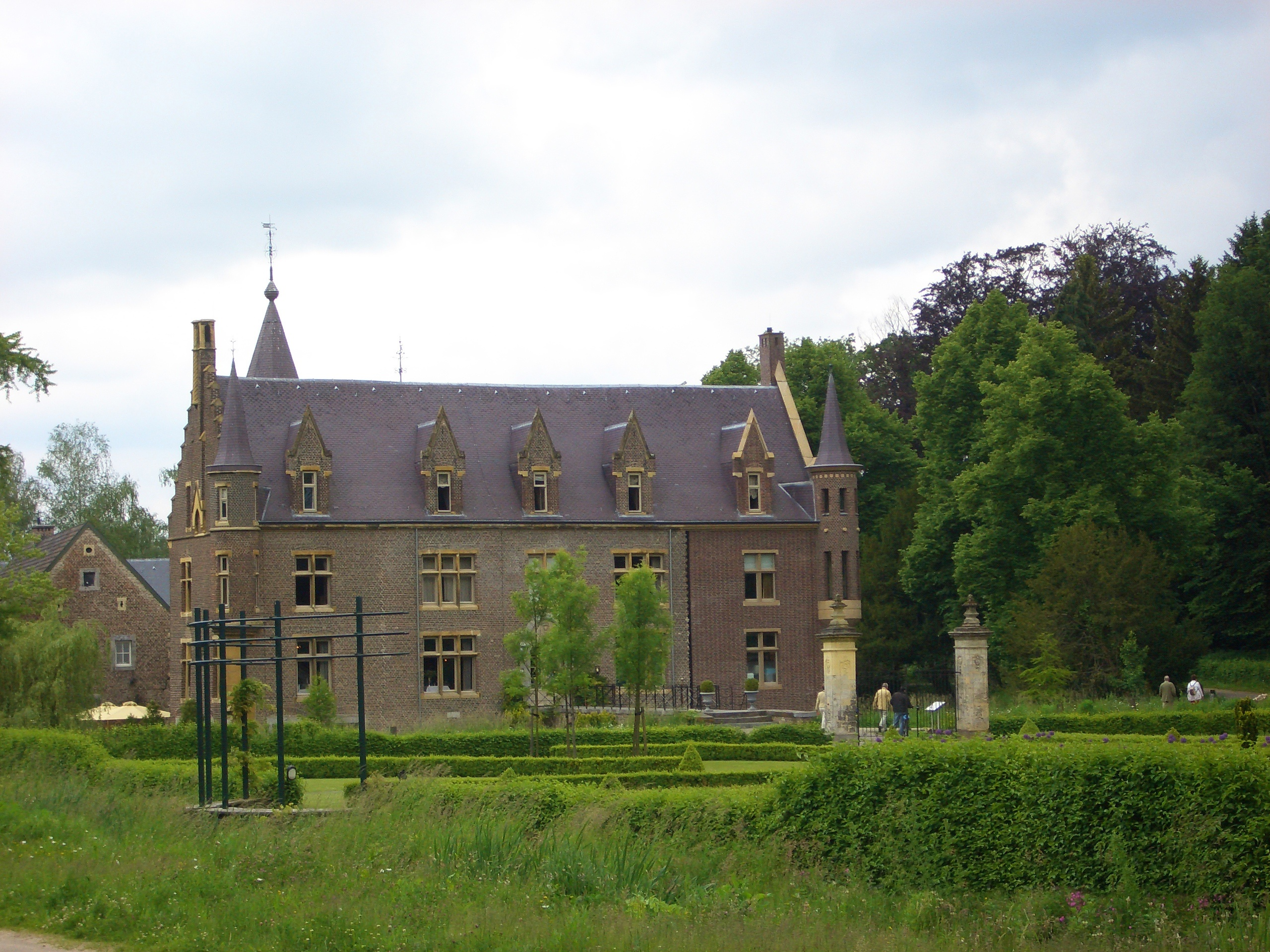
Kasteel Ter Worm

- Walmuur, overblijfsel van de stadsmuur, in het centrum
- Struyver, overblijfsel van mottekasteel
- Kasteel Ter Worm, in Terworm
- Kasteel Eyckholt
- Kasteel Passarts-Nieuwenhagen
- Kasteel Hoensbroek
- De poorttoren van Meezenbroek, aan Kasteellaan 1-3, uit 1660

### Boerderijen, woonhuizen

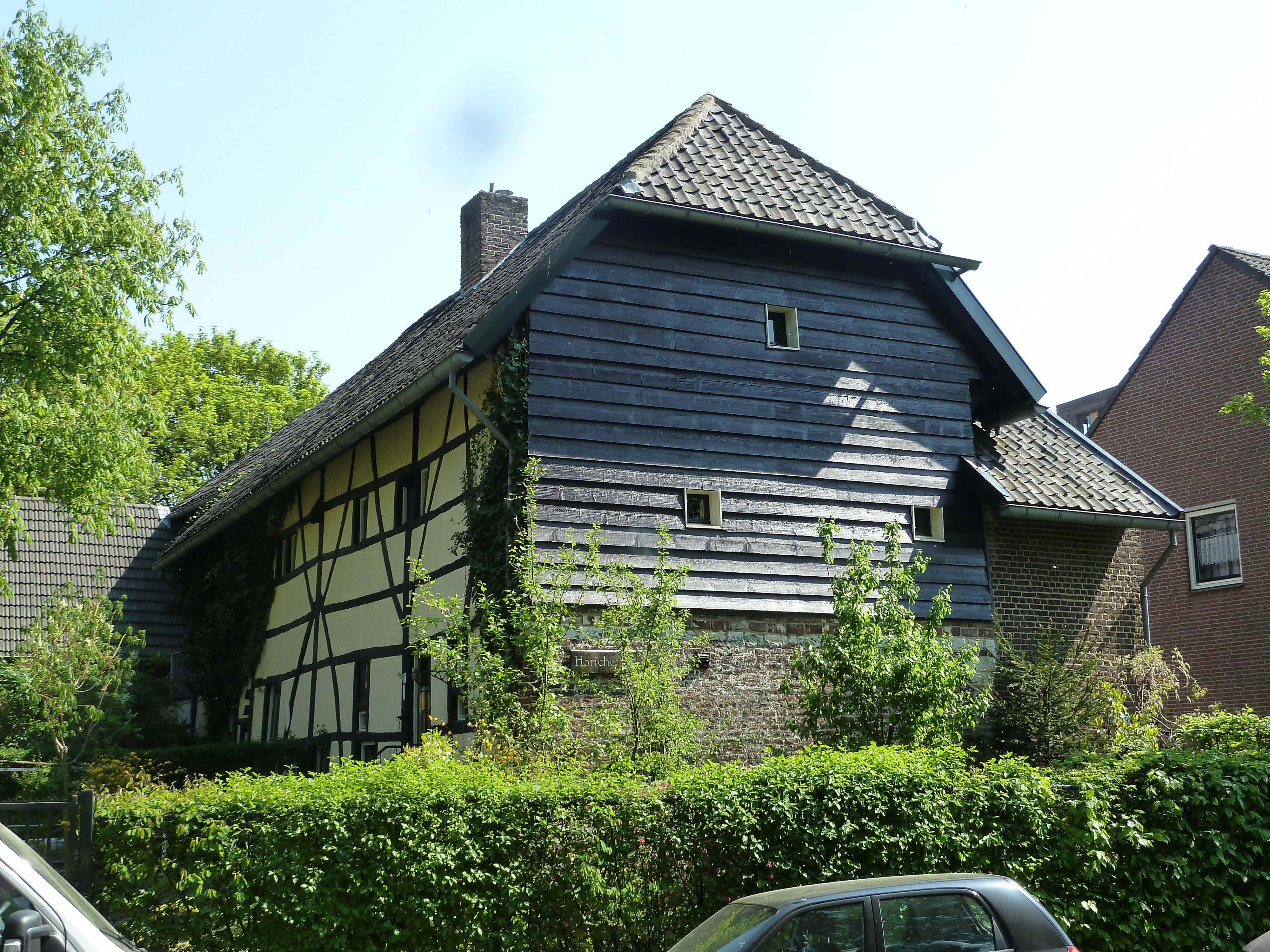
Hoeve Corisbergweg 119A

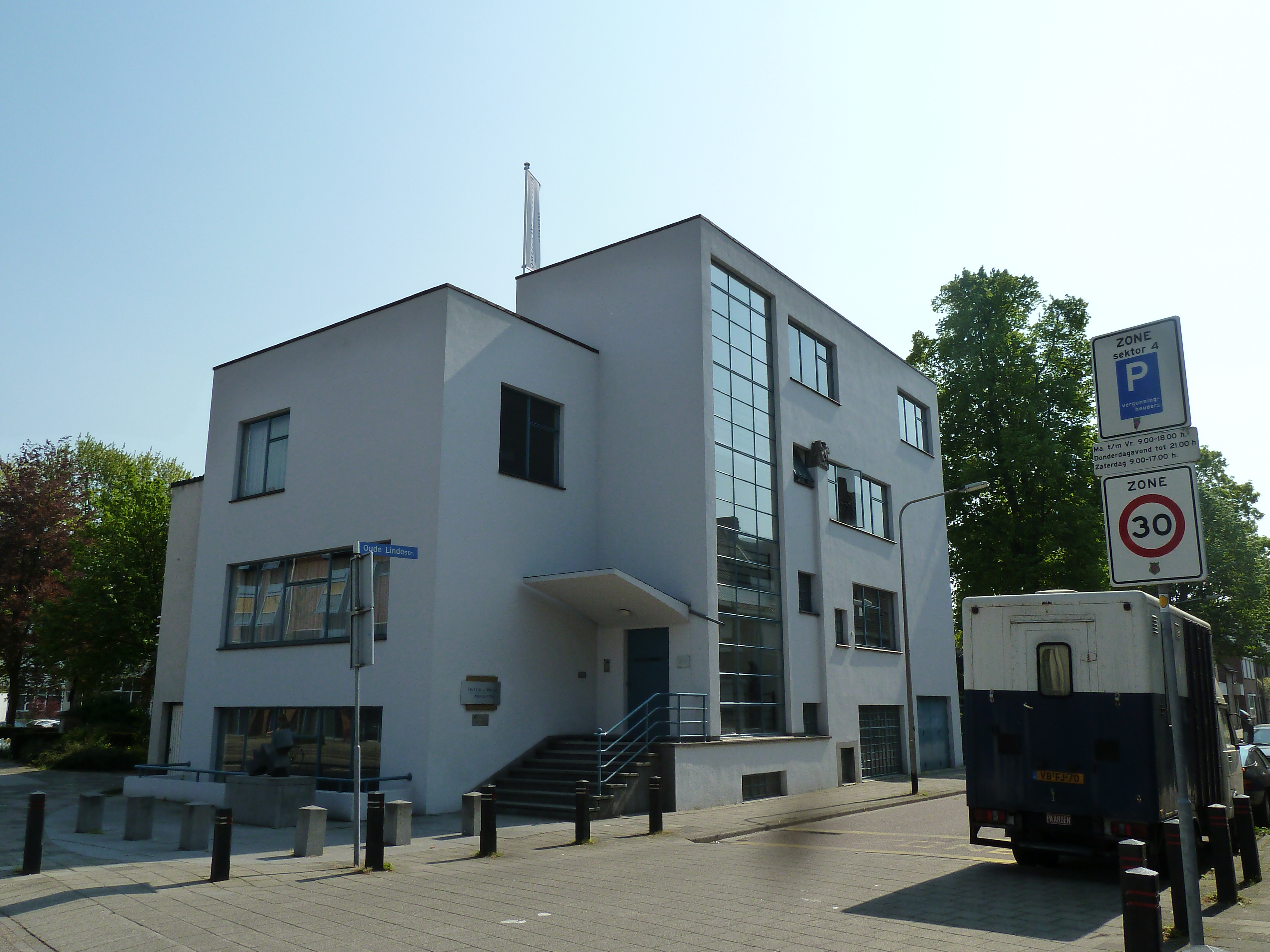
Huis op de Linde

- Geleenhof, aan Valkenburgerweg, van 1688
- De Doom, aan De Doom 44, historische hoeve
- Hoeve Molenberg, van 1776, aan
- Hoeve Corisberg, aan Corisbergweg 1, 18e eeuw
- Hoeve Droepnaas, aan Corisbergweg 119, 1779
- Hoeve Corisbergweg 119A, vakwerkhoeve, 17e-eeuws
- De Horicherhof, aan Corisbergweg 121, vakwerkhoeve, 17e-eeuws
- De Onderste Caumer, vakwerkhoeve van 1739, met poort van 1808
- Schiffelerhof, aan Schiffeler 1 en 2, van omstreeks 1800
- Hoeve Esschenweg 111, van 1854
- Hoeve Esschenweg 119, van 1751
- Hoeve De Struver, Ter Esschen 80, van 1742
- De Baak, hoeve, aan Meezenbroekweg 95, van 1797
- Op den Dries, hoeve, aan Dreesch 1, van 1733
- Hoeve de Mullender, aan De Doom 22, van 1792
- Hoeve De Rousch, aan Kloosterkensweg 17, van 1859
- Hoeve Overste Douvenrade, aan Terworm 1, 18e eeuw
- Restanten hoeve Middelste Douvenrade, aan Terworm 2, 18e eeuw
- Hoeve Gitzbach, 17e-19e eeuw, aan Terworm 6
- U-vormige hoeve aan Leon Biessenstraat 71, van 1777
- Huis op de Linde, atelierwoning, van 1931, door Frits Peutz
- Huis de Luijff, aan Wilhelminaplein 24, herenhuis, begin 19e eeuw, van oorsprong 17e-eeuws
- Gasthuisstraat 2, woonhuis, oorspronkelijk 17e-eeuws, later verbouwd.
- Villa Imstenrade, aan Imstenrade 5, van 1908
- Woonhuis en watertoren, in chaletstijl, aan Imstenrade 4, van 1910

### Historische schoolgebouwen

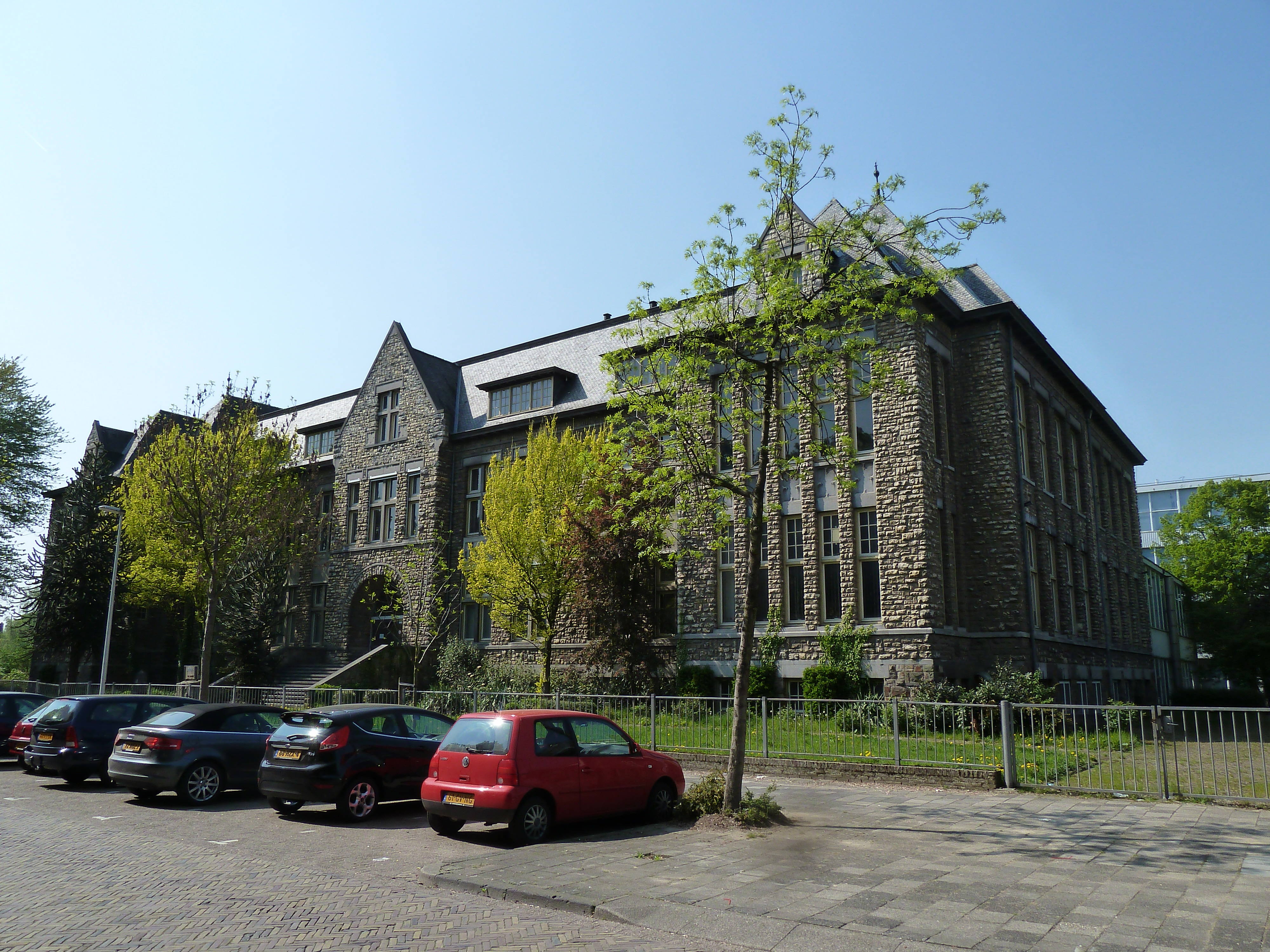
Voormalige Mijnschool

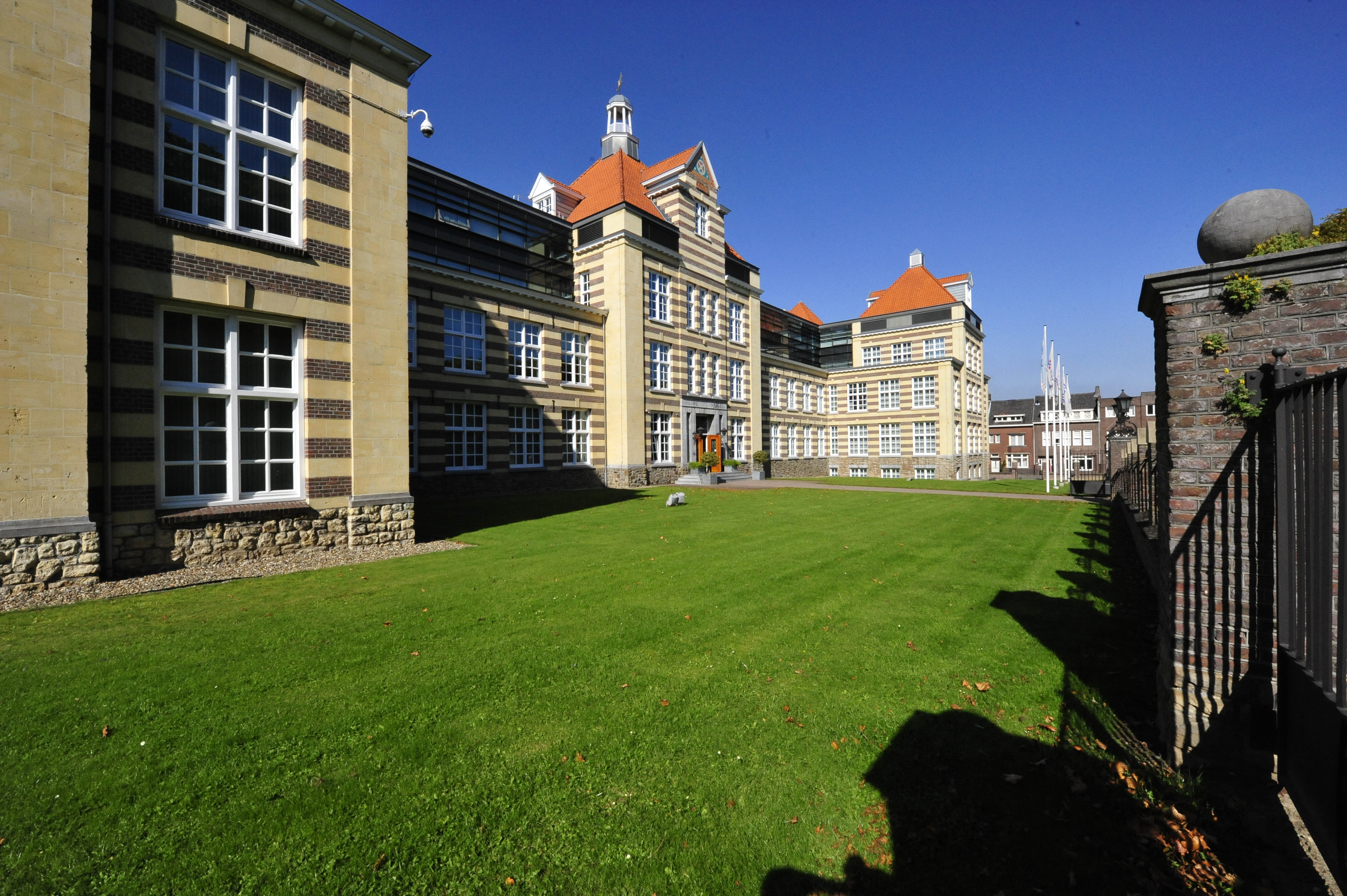
Ambachtsschool

- De voormalige Vroedvrouwenschool, verbonden aan de Sint-Elisabethkliniek, aan Parc Imstenrade 3-43 en Gasthuis 44-130, van 1922, door Jan Stuyt. In 1998 verbouwd tot appartementencomplex en zorginstelling.
- De voormalige Ambacht- en Mijnschool, aan Burgemeester de Hesseleplein 21, van 1913, door Jan Stuyt.
- De voormalige Nieuwe Mijnschool, aan Bekkerveld 30, van 1922, door J. Seelen
- De Broederschool, aan Kerkraderweg 7, van 1921, door Frits Peutz
- Jongensschool BLO, aan Holleweg, van 1931
- Zusterhuis met Bewaarschool en Huishoudschool "Molenberg", aan Gerard Bruningstraat 6-8, van 1921, door Frits Peutz
- Voormalige Kweekschool "Maria Immaculata", aan Bekkerveld 1, van 1929, door Frits Peutz
- Sint-Theresiaschool, aan Kerkraderweg 76, van 1931, door Frits Peutz en H.H.A. Tummers
- Voormalige ULO-school voor jongens, aan Laan van Hövell tot Westerflier 23, van 1931.
- R.K. Meisjesschool Maria Onbevlekt Ontvangen, aan Pater Beatusstraat 1, door J. Seelen en Piet Buskens, van 1929
- R.K. Meisjes-HBS, aan Gasthuisstraat 21, van 1934, door J. Seelen
- Voormalige Mijnschool (opleiding tot mijnopzichter), aan dr. Jaegerstraat in Bekkerveld, van 1922, vanaf 1940 MTS, vanaf 1957 HTS, omgebouwd tot appartementengebouw.

### Industriële monumenten

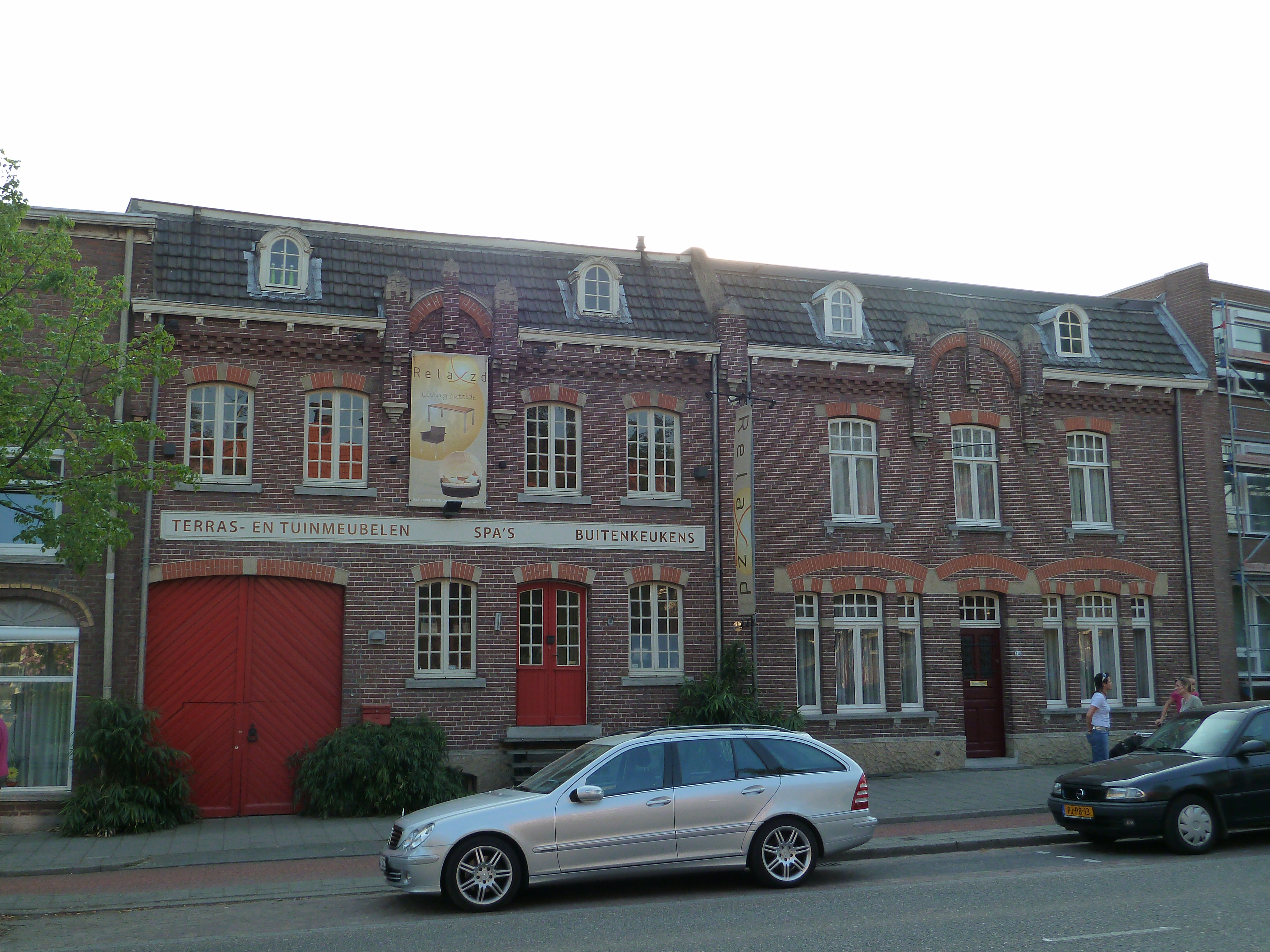
Voormalige maalderij Schijns-Hermens

- Schachtgebouw mijn Oranje-Nassau I, nabij Kloosterweg 1.
- Voormalig hoofdkantoor der Oranje-Nassaumijnen, aan Kloosterweg 1, van 1931, ontworpen door D. Roosenburg. In 1995-1996 gerestaureerd en benut door het CBS
- Fa.J. Schijns-Hermens Granen en Meel, aan Akerstraat-Noord 310-312, van 1890, met molenaarswoning en graanmaalderij die van 1910-1978 in bedrijf was.

### Mijnwerkerskoloniën

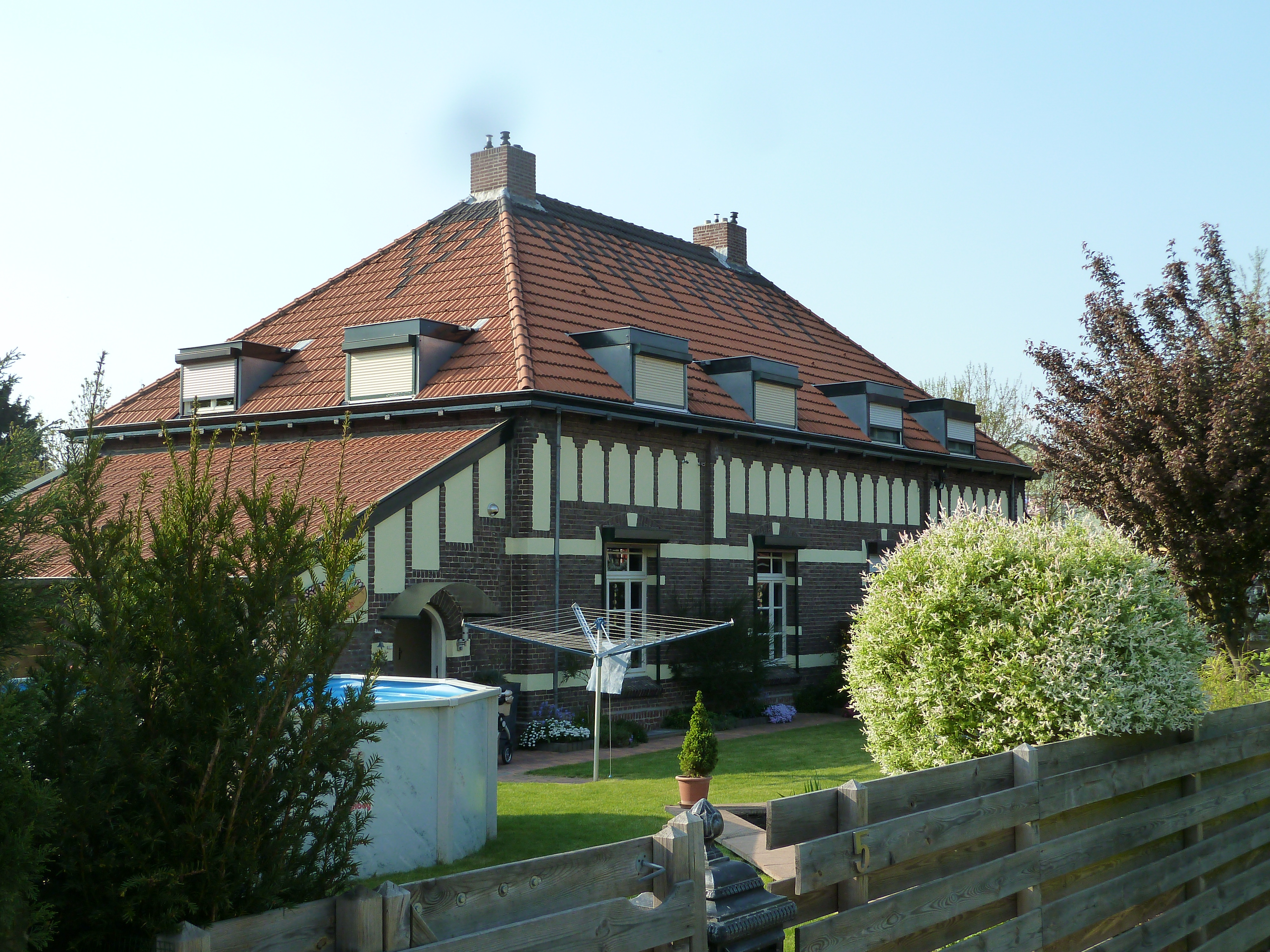
Kolonie Grasbroek

De eerste mijnwerkerswoningen ontstonden in de Leenhofstraat (wijk Schaesbergerveld) in 1905-1906, ten behoeve van de Oranje-Nassaumijnen. Een volgende groep, oorspronkelijk bestaande uit 186 huizen, werd gebouwd in Musschemig, tussen 1905 en 1918. Deze werden in de Lotharingse stijl gebouwd, die zowel schoon metselwerk als gepleisterd metselwerk vertoont.
In Grasbroek werd in 1909 een complex woningen in Lotharingse stijl gebouwd. Van 1910-1915 werden er ook woningen voor hoger mijnpersoneel (opzichters, hoofdopzichters) gebouwd.
In de wijk Beersdal werd van 1911-1918 een groep van 272 woningen gebouwd, en deze wijk is geklasseerd als Rijksbeschermd gezicht en eveneens uitgevoerd in Lotharingse stijl.
In de wijk Rennemig werden van 1914-1918 ook huizen in Lotharingse stijl gebouwd. In 1923-1925 werden hier ook opzichterswoningen gebouwd. Ook de groep huizen in de wijk Ganzenweide (in stadsdeel Heerlerheide) was voor hoger mijnpersoneel bestemd.
Van 1912-1918 werden 176 woningen in de wijk Passart in Heerlerheide gebouwd, ontworpen door Jos Cuypers, in historiserende stijl, met onder meer klokgevels.
Een grote kolonie werd gebouwd in Molenberg, ontworpen door Jan Stuyt. Het betrof 710 huizen en 18 winkels en werd gebouwd in het tijdvak 1915-1927. Een aantal hiervan werd gesloopt, de meeste werden gerenoveerd in 1977.
In 1921 werd een klein aantal huizen gebouwd in Welten, ontworpen door Jan Stuyt. In 1986 werden deze huizen gerenoveerd. In Heksenberg werden woningen gebouwd die door F.W. de Rooy ontworpen waren en gerealiseerd werden van 1927-1928.
In 1941 werd de Maria-Christinawijk te Heerlerheide gebouwd. Deze was als een nationaalsocialistische modelwijk gedacht en werd ontworpen door de Duitse architecten K. Gonser en H.G. Oechler. Naar nazi-gebruik omvatte de wijk ook partijgebouwen en een exercitieterrein. Er werd tevens gerekend op kinderrijke gezinnen. De wijk was bedoeld voor Duits personeel dat de mijn van de Nederlanders zou overnemen, maar uiteindelijk werd ze pas in 1947 opgeleverd en uiteraard ontbraken de partijgebouwen en dergelijke en werden de woningen door Nederlands personeel in gebruik genomen.
In februari 2008 werden de voormalige mijnkoloniën Beersdal, Eikenderveld en Maria-Christinawijk als beschermd stadsgezicht aangewezen door de Rijksdienst voor Cultureel Erfgoed. Ook de uitbreidingswijk Tempsplein van architect Jan Stuyt werd aangewezen als beschermd gezicht. Ook een gedeelte op de grens met buurgemeente Landgraaf is een beschermd stadsgebied. Verder is een gebied van de wijk Molenberg een beschermd stadsgezicht.

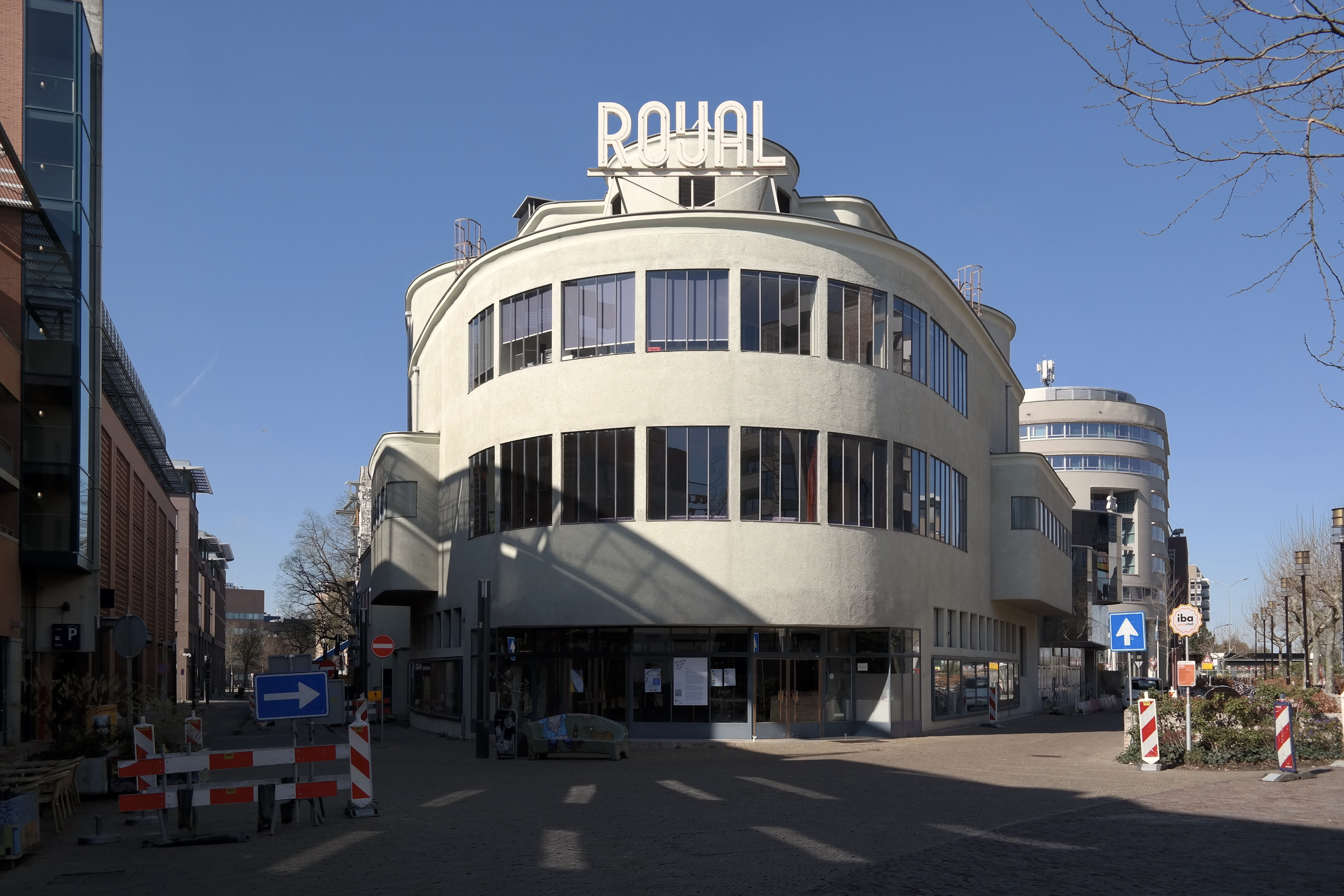
Royal Theater

### Moderne monumenten
- Glaspaleis (1933), ontworpen door Frits Peutz
- Raadhuis van Heerlen (1936-1942), door Frits Peutz
- Royal Theater (1938), door Frits Peutz

Zie ook
- Lijst van rijksmonumenten in Heerlen
- Lijst van gemeentelijke monumenten in Heerlen
- Lijst van oorlogsmonumenten in Heerlen

## Onderwijs en gezondheidszorg

### Onderwijs

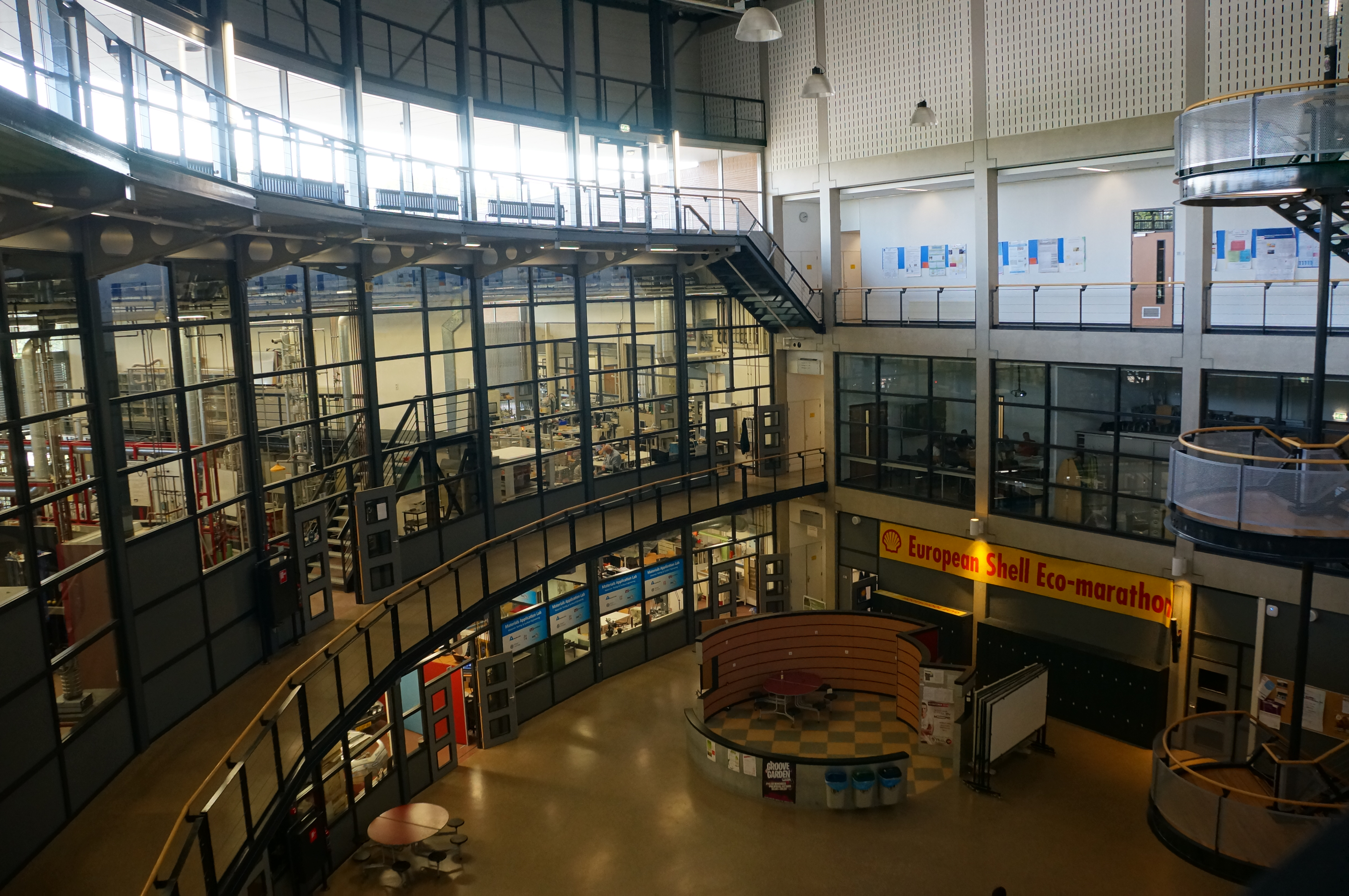
Zuyd Hogeschool in Heerlen

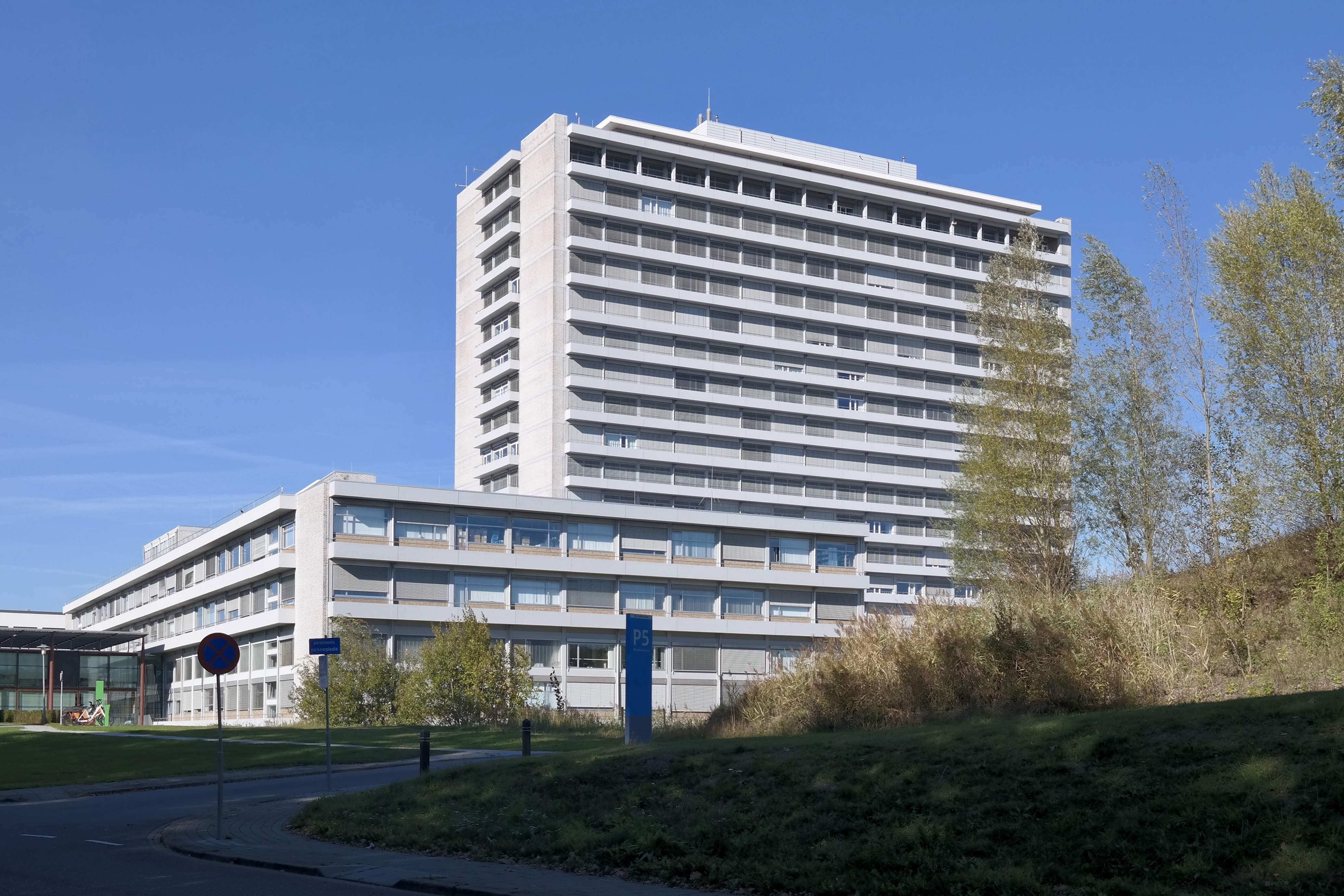
Zuyderland Medisch Centrum, locatie Heerlen

Heerlen had en heeft tal van onderwijsinstellingen, zoals:
- Open Universiteit
- Zuyd Hogeschool, Nieuw Eyckholt 300; Zorgacademie, Henri Dunantstraat 2
- Vista College (ROC)
- Grotius College (mavo, havo, atheneum, gymnasium)
- Vrijeschool Parkstad (mavo, havo, atheneum)
- Herlecollege (vmbo-b, vmbo-k, vmbo-t)
- Citaverde College (mbo voor agrarische en verwante beroepen)
- Sintermeertencollege (mavo, havo, atheneum, gymnasium)
- Bernardinuscollege (havo, atheneum, gymnasium)
- Emmacollege (vmbo-b, vmbo-k)
- Broeklandcollege (mavo)
- Sint-Janscollege (havo, atheneum, gymnasium)

Deze onderwijsinstellingen zijn door fusies tot stand gekomen, en hebben tegenwoordig meerdere vestigingen, ook in de regio.
Daarnaast lag van 1966 tot 1999 de Universiteit voor Theologie en Pastoraat (UTP) in Heerlen.

### Gezondheidszorg
- Zuyderland Medisch Centrum, inclusief het De Wever-Ziekenhuis

## Aangrenzende gemeenten
| Aangrenzende gemeenten | Aangrenzende gemeenten | Aangrenzende gemeenten | Aangrenzende gemeenten | Aangrenzende gemeenten |
| ---------------------- | ---------------------- | ---------------------- | ---------------------- | ---------------------- |
| Beekdaelen             |                        | Brunssum               |                        | Landgraaf              |
|                        |                        |                        |                        |                        |
|                        | Kerkrade               |                        |                        |                        |
|                        |                        |                        |                        |                        |
| Voerendaal             |                        | Simpelveld             |                        | Aken (D)               |

## Nabijgelegen kernen
Hoensbroek, Amstenrade, Brunssum, Nieuwenhagen, Voerendaal, Kunrade, Ubachsberg, Spekholzerheide, Schaesberg